# Madonna delle Grazie

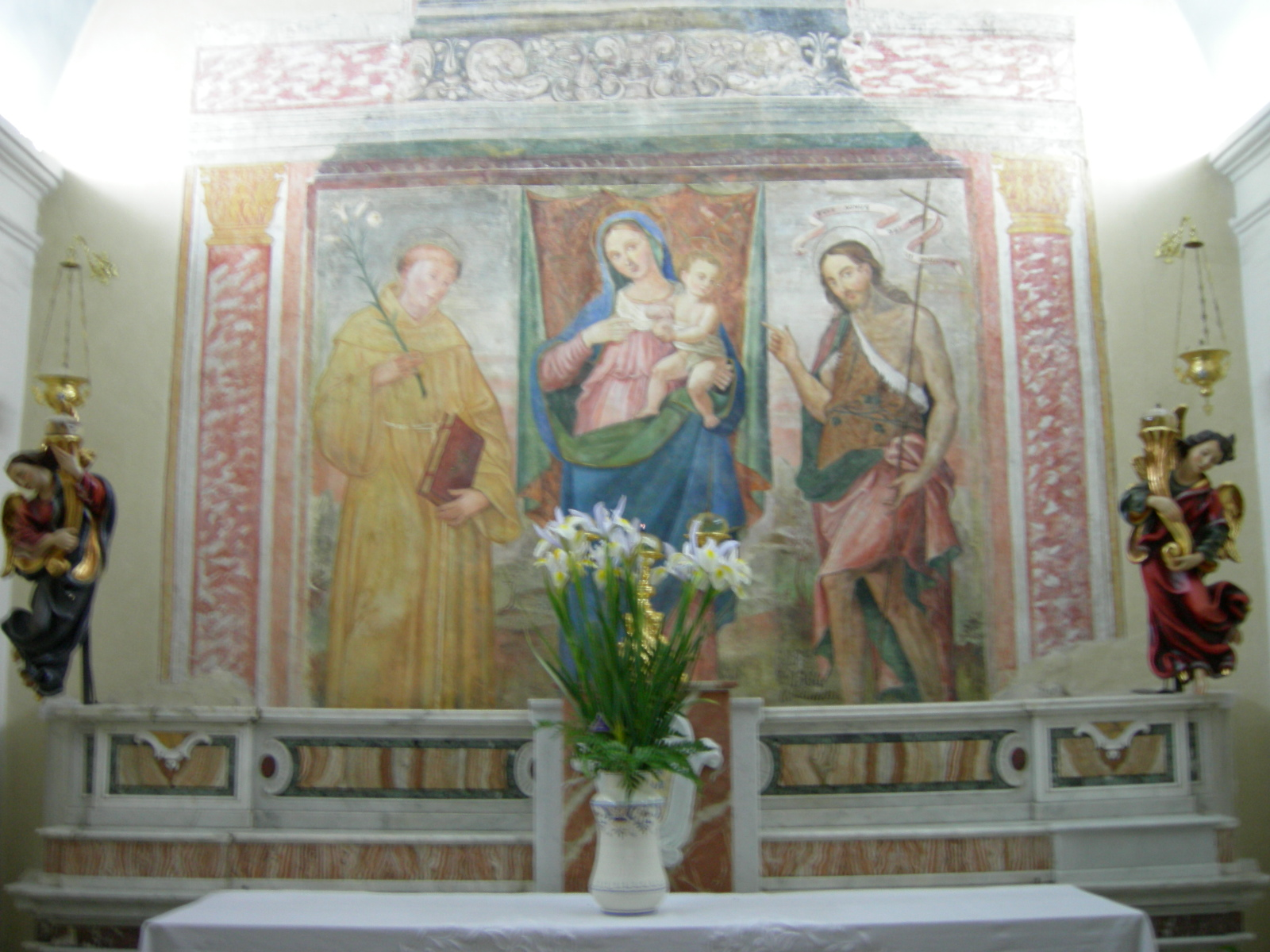
Affresco rappresentante la Madonna delle Grazie nel santuario della Madonna delle Grazie (Giugliano in Campania).

Madonna delle Grazie (in latino Mater Gratiarum) è uno degli appellativi con cui la Chiesa cattolica venera Maria, la madre di Gesù, nel culto liturgico e nella pietà popolare.

## Festività liturgica
La Chiesa cattolica non ha nel proprio anno liturgico una festa specifica per la Madonna delle Grazie: questo titolo è associato a diverse feste mariane in base alle consuetudini locali e alla storia dei singoli santuari.
Molti luoghi associano questo titolo alla data tradizionale della festa della Visitazione di Maria a Elisabetta, il 2 luglio o all'ultimo giorno del mese di maggio. Anticamente la festa si svolgeva il lunedì in Albis, poi fu spostata al 2 luglio, e ancora oggi in quest'ultima data la si continua a festeggiare nella maggior parte delle località nelle quali è venerata la Madonna delle Grazie. Altrove la festività ricorre il 26 agosto, il 9 maggio (Sassari) oppure, con data mobile, la terza domenica dopo Pentecoste.
In alcuni luoghi il titolo di Madonna delle Grazie è associato alla festa della Natività di Maria, l'8 settembre; così è a Udine, a Pordenone, a Contursi Terme (dove si celebra anche il 2 luglio) e in altre località italiane.
L'onomastico si festeggia il 2 luglio e lo festeggiano le persone che portano il nome di: Grazia, Graziella, Maria Grazia, Grazia Maria, Anna Grazia, Grazia Anna, Orazio,  Graziana e Graziano (ma esiste anche San Graziano di Tours, 18 dicembre).

## Santuari e patronati
La Madonna delle Grazie è patrona e protettrice di molte città, paesi e località italiane ed esistono numerosi santuari che le sono dedicati.

### Alia
La Madonna delle Grazie è patrona di Alia, dove la si festeggia il 2 luglio. La festa attira ogni anno molti turisti, tra cui fedeli ed emigrati che, per l'occasione, ritornano al loro paese natio. Gli emigrati aliesi negli USA hanno fatto costruire una copia identica del simulacro conservato in Alia e la festeggiano contemporaneamente alla festa paesana..
Molto visitato dai fedeli, il Santuario di Maria Santissima delle Grazie (dedicatole per grazia ricevuta) fu edificato tra il 1630 e il 1639.

### Allumiere
La Madonna delle Grazie è venerata molto nel santuario diocesano di Allumiere, dove si festeggia l'8 settembre di ogni anno, attirando,con pellegrinaggi, molti fedeli.
Molto visitato dai fedeli, il santuario diocesano della Madonna delle Grazie, sorto sul luogo di una delle numerose Cappelle dedicate alla Vergine costruite tra Quattro e Cinquecento nei pressi delle miniere di allume, fu edificato nel 1710, affidato ai Servi di Maria del Monte Senario.

### Andrano

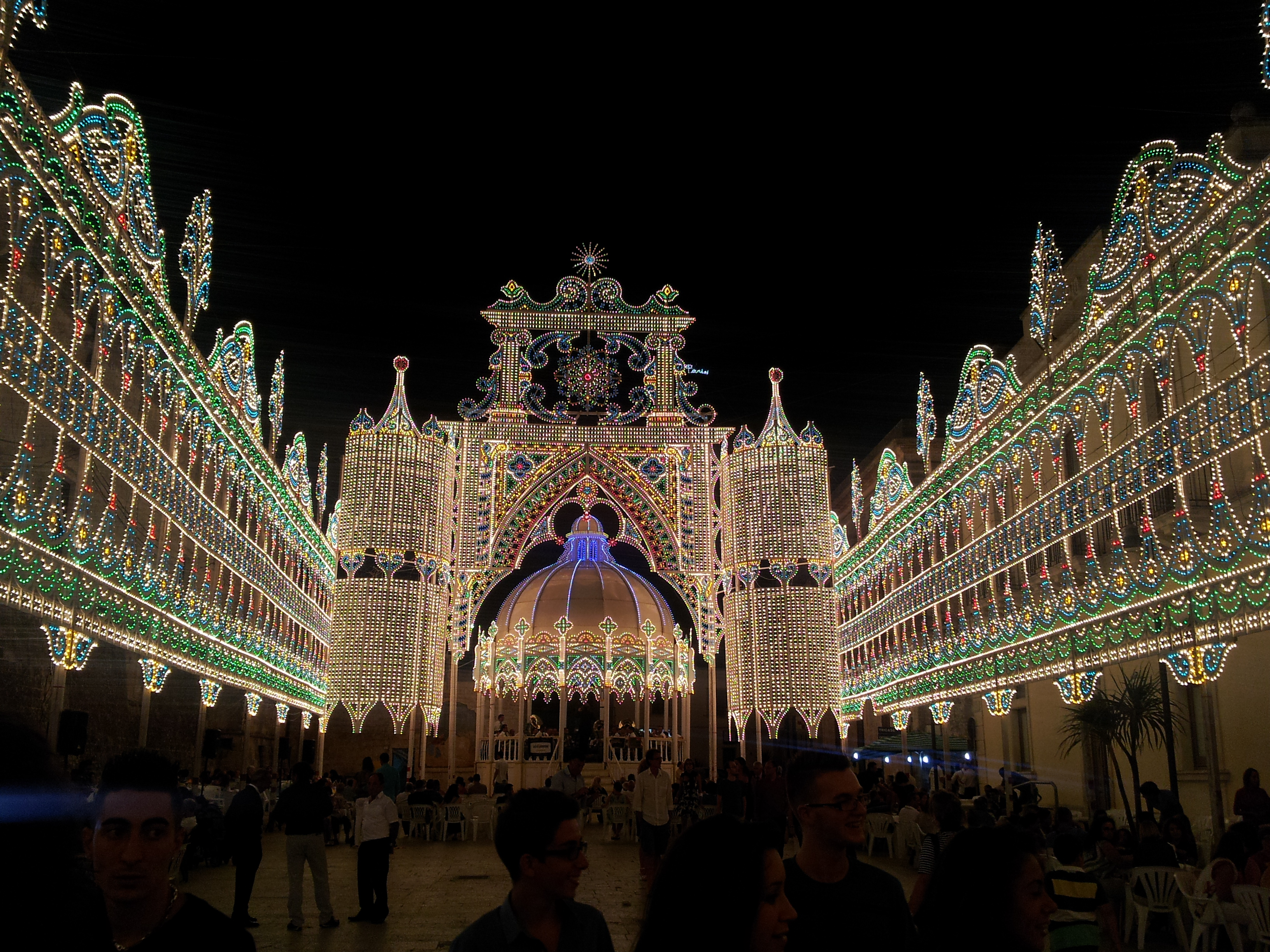
Festa patronale Madonna delle Grazie (Andrano).

La solennità di Maria Santissima delle Grazie è festeggiata ad Andrano il 5 di agosto. Precedentemente la festa era stata istituita il 17 ottobre, data con la quale veniva ricordato un miracolo per intercessione della Beata Vergine grazie al quale una famiglia andranese ha trovato la salvezza in seguito al crollo di un campanile sulla loro casa, avvenuto la notte del 17 ottobre 1819 a causa di una tromba d'aria. Fu papa Pio VII a riconoscere il miracolo di Maria Santissima delle Grazie e ad accordare questa data. La chiesa dei Domenicani presente nel centro storico del paese fu eretta e consacrata alla santa patrona prima di assumere nuova denominazione in segno di ringraziamento per la grazia ricevuta nel 1480, anno in cui il territorio salentino era oggetto di invasioni da parte dei Saraceni. Il barone di Andrano era Giovanni Antonio Saraceno, il quale, partito per combattere i nemici, trovò la morte. Quando la notizia arrivò in paese, la popolazione, disperata, chiese aiuto alla Madonna delle Grazie e, insperatamente, una volta arrivati i nemici furono respinti. Le spoglie del barone morto furono seppellite nel sottosuolo della chiesa e la costruzione fu denominata chiesa di S. Maria delle Grazie. Nello stesso edificio religioso è presente un affresco raffigurante la Madre di Dio intenta a proteggere il paese dagli invasori saraceni. Anche il dipinto sembra risalire al 1480. Le celebrazioni sono tenute nella chiesa omonima del paese. La festa è anticipata da quella della Madonna dell'Attarico il giorno antecedente la vigilia presso una grotta rupestre, lontana dal centro abitato.

### Ardesio

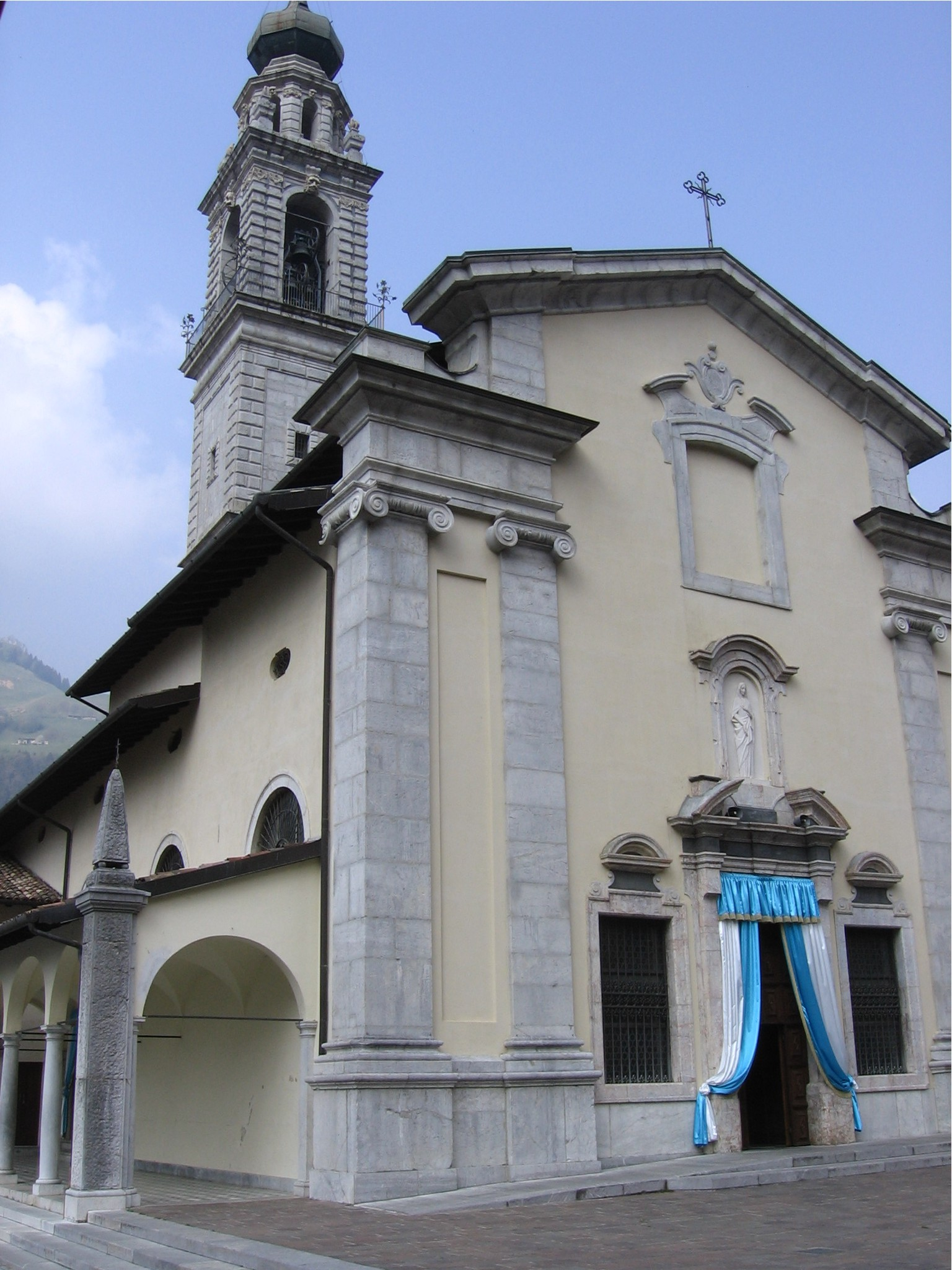
Ardesio santa Madonna delle Grazie.

Il Santuario mariano di Ardesio fu edificato sul luogo dove la tradizione narra l'apparizione di Maria a due sorelle, Maria e Caterina Salera, il 23 giugno del 1607. L'anno successivo ebbe inizio la costruzione del Santuario, mentre il campanile in marmo grigio di Ardesio venne costruito nel 1645. 
Il pulpito e l'altare maggiore son opera fantoniana mentre l'organo è opera di Giovanni Rogantino da Morbegno.
Nella cripta posta sotto l'altare maggiore vengono conservati gli ex voto, ancora oggi donati dai fedeli per grazia ricevuta.

### Arena
L'omonima confraternita (nata all'inizio del XV secolo e riconosciuta con Regio decreto del 1722) celebra ogni anno la festa della Madonna delle Grazie, protettrice di Arena, la prima domenica di agosto nella sua chiesa, costruita dopo il terremoto del 1783. Il simulacro della Vergine portato in processione è opera dello scultore Domenico De Lorenzo, che lo realizzò nel 1801. Le principali celebrazioni religiose avvengono al termine della novena: il sabato sera si svolge la tradizionale processione "al catafalco", che consiste nel trasporto della statua nella piazza del paese dove vengono intonate le litanie lauretane e si assiste ad uno spettacolo pirotecnico; il giorno seguente, dopo la messa solenne celebrata in mattinata, nel tardo pomeriggio ha luogo la processione del simulacro per le vie del paese. 

### Arpaia
Santuario della Madonna delle Grazie in Arpaia.

### Artena
La Madonna delle Grazie è una festa molto sentita dagli artenesi nonostante la patrona sia Santa Maria Maddalena. La processione si svolge dal 1731. La madonna è venerata nel paese dal XV secolo, quando fu trovata la Statua della Vergine delle Grazie, probabilmente trafugata da banditi in qualche chiesa del Napoletano e abbandonata ad Artena. Nel 1678 la statua della Vergine è stata incoronata perché ritenuta miracolosa, visto che in molti testimoniarono di numerosi miracoli effettuati dalla Madonna delle Grazie di Artena. Nel 1944 il santuario venne bombardato e rimase in piedi solo la nicchia della Madonna. La festa ha inizio il venerdì antecedente il terzo sabato di maggio quando la statua della Madonna delle Grazie viene scoperta, perché durante l'anno non è visibile. Il sabato alle 7:00 di mattina c'è lo sparo dei botti oscuri seguiti dal suono delle campane a festa, nello stesso giorno alle 19:00 dopo la messa parte una processione che dal Santuario di Santa Maria scende nella città moderna per poi risalire nelle strade strette del centro storico e fermarsi nella collegiata di Santa Croce che si trova nella parte alta del paese. Alla processione dal 1789 partecipano i Cristi infiorati cioè degli enormi Cristi tutti inghirlandati con petali di fiori rappresentanti i temi più importanti della fede portati in spalla da ogni confraternita e un'altra persona porta lo stendardo della confraternita. Il quarto sabato di maggio la statua viene riportata attraverso un'altra processione al santuario. La processione vede la partecipazione di oltre cinquemila persone. Tutte o quasi scalze e con enormi ceri in braccio.

### Avellino

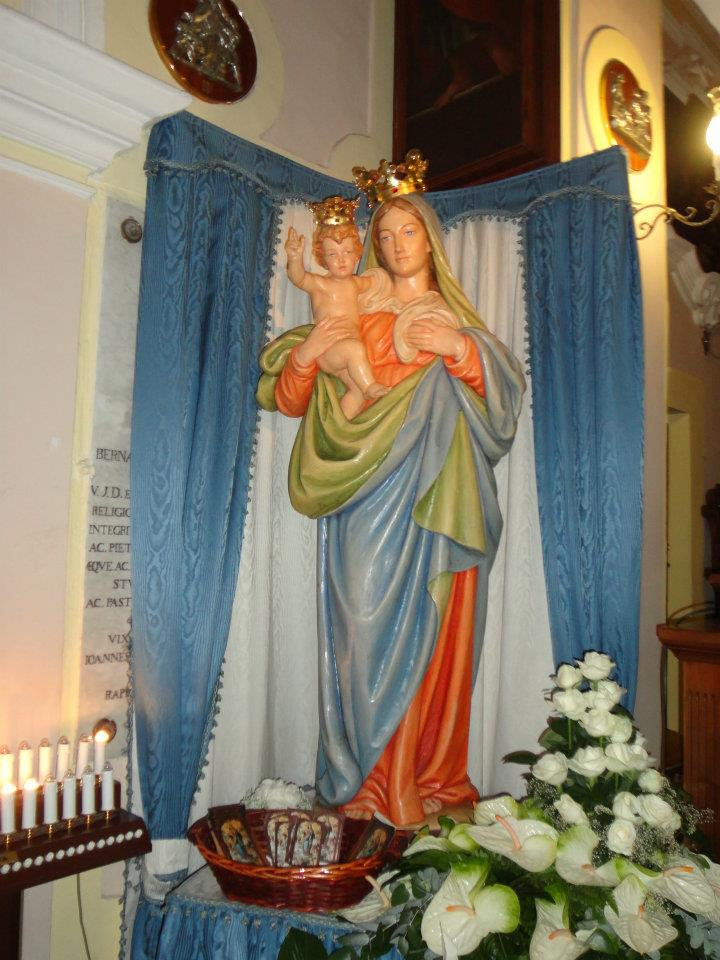
Simulacro della Madonna delle Grazie venerato ad Avellino.

La Madonna delle Grazie è molto venerata ad Avellino e viene festeggiata i giorni 1 e 2 luglio.

### Baselice
L'8 settembre si festeggia la natività di Maria Beata Vergine delle Grazie. È la festa più grande e sentita del paese che chiude tutte le festività estive.

### Benevento
La Beata Vergine delle Grazie è la compatrona della città di Benevento. Si festeggia regolarmente il 2 luglio nell'omonima Basilica a Lei dedicata.

### Bitonto
Molto sentita è la festività della Madonna delle Grazie qui detta anche Madonna del Miglio che si venera nella chiesetta di campagna a un miglio da Bitonto. In onore della Madonna delle Grazie tale chiesa viene aperta dal primo sabato dopo la Pasqua, per permettere ai fedeli di recitare la preghiera dei "7 sabati alla Madonna". I festeggiamenti hanno inizio, per tradizione, l'ultima domenica di agosto, giorno in cui avviene il trasferimento della Statua della Madonna (datata orientativamente per la seconda metà dell'Ottocento) con il carro tradizionale su cui prendono posto decine di bambini che annunciano con "Evviva Maria" l'arrivo della statua in città. Durante la settimana seguente la statua sosta presso la chiesa di San Pietro Nuovo in occasione della Settimana Mariana. La prima domenica di settembre è dedicata alla festa vera e propria durante la quale la statua viene portata a spalle per le vie cittadine preceduta da una processione di fedeli e di confratelli (vestiti con la tipica "mozzetta" di colore celeste). Il giorno successivo si procede al trasferimento della Madonna sul carro tradizionale, presso la chiesa di campagna.

### Bompietro
La Festa Patronale di Maria SS. delle Grazie si celebra a Bompietro, piccolo paese nella città metropolitana di Palermo, nei giorni 25 e 26 di agosto. La festa è preceduta dalla tradizionale quindicina, in cui viene portata in processione, su una piccola vara, la statua della Madonna delle Grazie, che per quindici giorni viene ospitata nelle case dei fedeli, con la recita del Santo Rosario. Giorno 25 agosto " Vigilia della Festa" il simulacro della Madre delle Grazie viene portato in processione per le vie principali del suggestivo paesino,con la presenza delle confraternite e delle autorità civili e religiose, insieme con il simulacro del Patriarca San Giuseppe, che gode di una profonda devozione e del simulacro del SS. Crocifisso.
Il 26 agosto, giorno della festa, si svolge nuovamente la solenne processione della Madonna, in cui il simulacro percorre la maggior parte delle vie cittadine. Vari gli intrattenimenti e le manifestazioni, con giochi pirotecnici, banda musicale e spettacoli.

### Borgo a Mozzano
A Borgo a Mozzano, in provincia di Lucca, la Festa Patronale della Madonna delle Grazie viene festeggiata ad aprile. Antonio Lunardi, durante il sedicesimo secolo, aveva costruito un piccolo tempio alla Madonna delle Grazie, dipinta sul muro del tempio stesso. L'immagine aveva riscosso un forte pellegrinaggio di tutta la popolazione di Borgo a Mozzano e dei paesi limitrofi. In seguito, quindi, per la stessa immagine fu costruito un Oratorio più decoroso e in un luogo più centrale, dove si trova attualmente. I lavori, sotto la direzione di Pellegrino Lunardi, figlio di Antonio, terminarono l'8 aprile del 1597. L'immagine della Madonna delle Grazie, secondo la tradizione, rappresenterebbe la Madonna nell'atto di spostare il Santo Bambino dalla mano destra a quella sinistra. Essa, mancante di prospettiva ed eseguita probabilmente da un pittore poco esperto, è rovinata dal tempo e dai restauri. L'oratorio, anticamente detto "del solco", prese il nome "dei ferri" da una ringhiera che vi fu posta davanti. La Madonna delle Grazie è la patrona del comune di Borgo a Mozzano e ogni tre anni in suo onore si tiene una solenne festa detta "triennale".

### Brescia
A Brescia le celebrazioni in onore di Maria SS delle Grazie si svolgono l'8 settembre, in concomitanza con la Natività di Maria. In tale occasione si svolge una tradizionale fiera nelle immediate adiacenze del luogo di culto cittadino a lei dedicato, la basilica-santuario di Santa Maria delle Grazie, situata all'estremità occidentale di via Elia Capriolo, all'intersezione con l'omonima via delle Grazie. Costruita a partire dalla prima metà del Cinquecento e notevolmente arricchita nel Seicento, custodisce varie opere di autori locali e tre tele del Moretto, due delle quali si trovano attualmente presso la Pinacoteca Tosio Martinengo. Principale caratteristica della chiesa sono gli affreschi, gli stucchi e le dorature, eseguiti con notevole cura e grandissima varietà di repertorio decorativo, che rivestono ogni superficie dell'interno dell'edificio, rendendolo il più spettacolare esempio di arte barocca in città. Alla chiesa è annesso l'omonimo santuario di Santa Maria delle Grazie, pregevole opera neogotica ottocentesca. Da segnalare la particolare devozione popolare alla sacra immagine ivi venerata, che risale al 22 maggio 1526, quando molte persone videro la Madonna aprire e chiudere miracolosamente le mani e gli occhi, quasi in atto di impetrare qualche favore dal Divino Infante, e il Bambino Gesù rispondere con gli stessi gesti di soave dolcezza.

### Capodimonte
A Capodimonte, in provincia di Viterbo, la protettrice del paese, la Madonna SS delle Grazie, si festeggia dal secondo sabato dopo Pasqua per tutta la settimana seguente. La Sacra Immagine di Maria delle Grazie con il Bambino viene solennemente esposta il secondo sabato dopo Pasqua alle 3 del pomeriggio nella chiesa parrocchiale con l'apertura delle porte e lo scoppio di alcuni fuochi di artificio, il suono delle campane a festa e il canto delle Litanie lauretane. La domenica seguente l'esposizione vengono amministrate le Prime Comunioni alle bambine e ai bambini di quarta elementare. Per tutta la settimana vengono celebrate Messe dedicate alle varie realtà parrocchiali. La terza domenica dopo Pasqua in conclusione della settimana dei festeggiamenti viene officiata una messa solenne cantata dalla Schola Cantorum di Capodimonte innanzi alla Sacra immagine. Nel pomeriggio alle ore 7 l'Immagine viene portata in processione per le vie del paese adornate da splendide infiorate per poi essere riposta.

### Capranica
A Capranica, caratteristico paese della provincia di Viterbo, ormai da oltre due secoli, la seconda domenica del mese di maggio di ogni anno si svolgono i festeggiamenti in onore della "Madonna delle Grazie" i quali culminano in una solenne processione. L'antica statua della Madonna con in braccio il bambino Gesù, vestita con abito di stoffe preziose finemente ricamate e manto celeste trapunto di stelle, posta su un'antica e artistica macchina processionale, percorre le vie del paese. Accompagnata dai numerosi confratelli dell'omonimo sodalizio religioso con veste bianca, mozzetta celeste e cordone, che le fanno ala, raggiunge la chiesetta rurale a Lei dedicata, situata a valle dell'abitato, accolta da fragoroso sparo. Terminato il suggestivo trasporto, la statua è collocata per l'intero mese di maggio sull'altare maggiore della chiesa di S. Maria Assunta, dove era esposta già dalla sera che precede la festa, solennemente addobbato, all'adorazione della popolazione.

### Capriglia
A Capriglia, in provincia di Salerno, la patrona Maria Santissima delle Grazie viene festeggiata il 2 luglio con liturgie ecclesiali e la domenica successiva con la solenne processione cui partecipano moltissimi fedeli devoti.

### Carruba
Nel paese di Carruba, la Madonna delle Grazie, patrona del paesino, si festeggia il 2 luglio e la domenica seguente, la festa grande è ogni dieci anni.
Il 2 luglio, al mattino, i colpi a cannone e il suono delle campane annunciano il giorno di festa, intorno alle 7:30 la pregevole statua viene svelata tra i canti, le acclamazioni dei devoti, lo sparo dei fuochi d'artificio e il suono a festa delle campane; durante il giorno vi sono varie celebrazioni eucaristiche.
La domenica seguente, nel mattino vi sono le varie celebrazioni eucaristiche; nel pomeriggio, la banda suonando festosamente gira per il paese. Dopo la messa vespertina, la statua, posta sul fercolo, esce in processione, girando per le vie del paese: il giro è diviso in due anni, un anno la processione percorre il paese superiore del comune di Giarre e l'altro anno il paese inferiore del comune di Riposto. A tarda sera, prima del rientro della processione in chiesa, i fuochi pirotecnici salutano festosamente la Madonna che rientra. Durante la settimana, la statua è esposta alla venerazione dei fedeli. La domenica seguente, dopo le celebrazioni eucaristiche svoltesi durante la giornata, l'immagine viene chiusa nella cappella, tra la commozione dei fedeli e il grido incessante di "Viva a Maronna a razzia!" (Viva la Madonna delle Grazie).

### Casale di Carinola

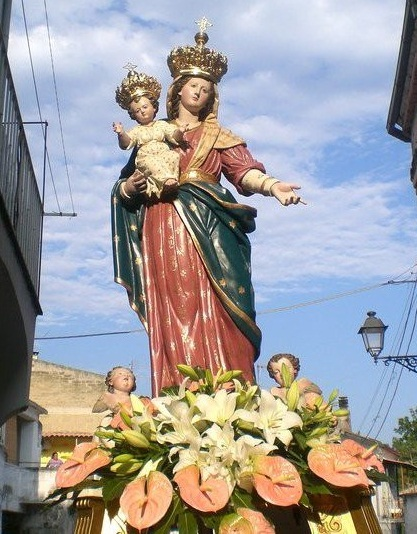
Statua di Maria Ss. delle Grazie, venerata a Casale di Carinola.

Si festeggia il martedì in Albis e il 7-8-9 agosto in memoria dell'apparizione della Vergine a una ragazza del luogo (Antonietta Fava) nel 1690 circa. Presso il luogo dell'apparizione è stato edificato il Santuario di S. Maria delle Grazie aiuto e sostegno della famiglia (elevato a Santuario diocesano il 7 agosto 2017 da S.Em. Card. Beniamino Stella) dove si venera, unitamente alla pregevole statua, un'icona in pietra del 1500 del peso di circa 400 kg che ogni 10 anni viene trasportata a spalle dai fedeli. Il santuario è posto in fondo a un profondo vallone circondato dalla vegetazione e immerso nel silenzio, dove ancora scorre la sorgente presso la quale, secondo la tradizione, la "dolce signora" apparve alla ragazzetta per alleviarle le fatiche dovute alle angherie della matrigna che la costringeva, tra l'altro, al bucato presso la fonte in orari notturni.
Il 2010 si è festeggiato il 50º dell'Incoronazione avvenuta nel 1960: il 24 marzo si è svolto un pellegrinaggio a Roma con la statua della Vergine venerata che è stata benedetta dal papa Benedetto XVI; il 7 agosto è stata ripetuta la cerimonia dell'incoronazione dal vescovo Antonio Napoletano alla presenza dei sacerdoti della forania di Carinola e delle comunità vicine;

### Castelluccio Superiore

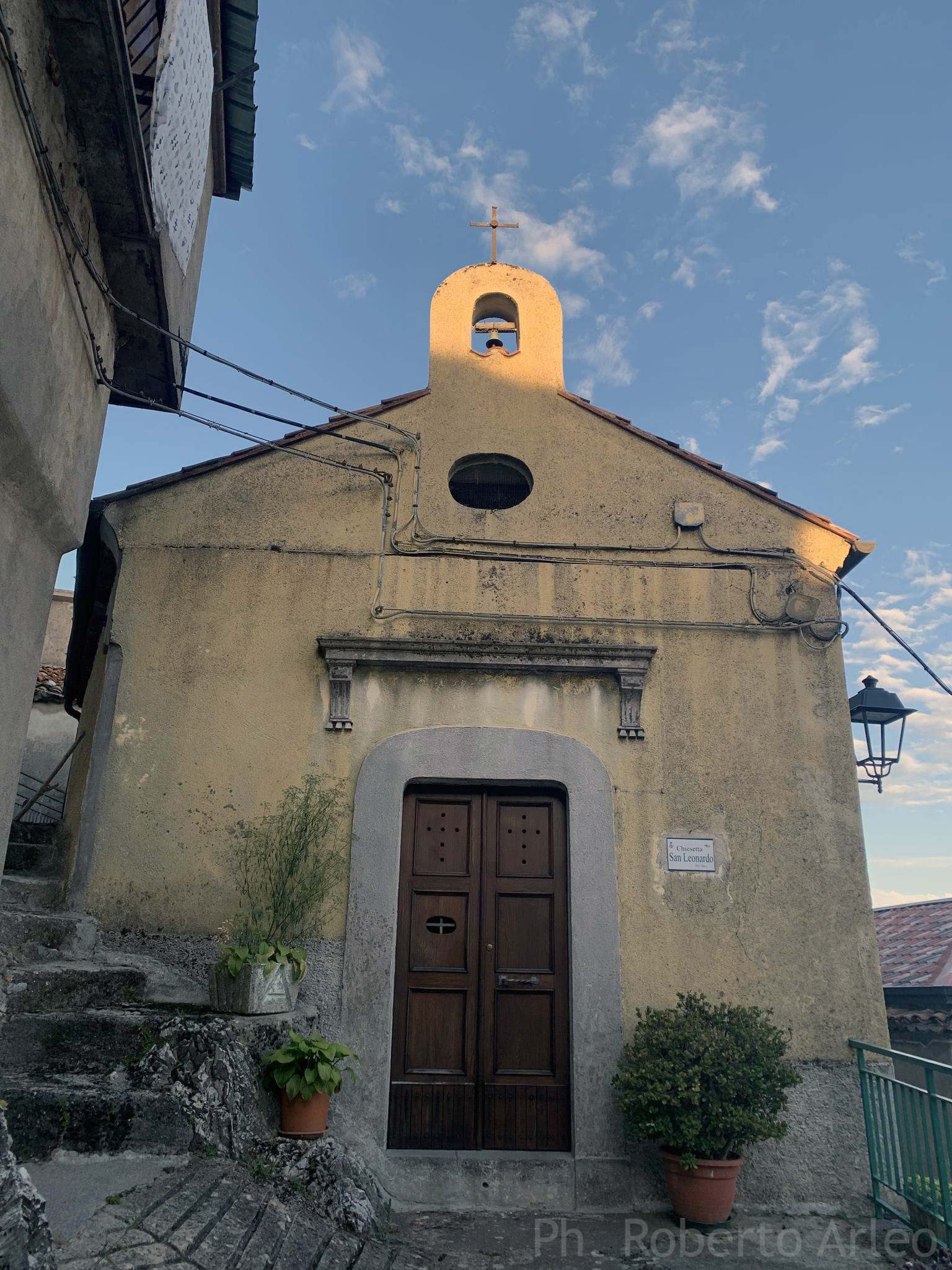
La facciata della Chiesa di San Leonardo a Castelluccio Superiore, luogo di culto dedicato alla Madonna delle Grazie. Ph. Roberto Arleo

Nel comune di Castelluccio Superiore, in provincia di Potenza, Basilicata, è presente la Cappella di San Leonardo, un importante luogo di culto dedicato alla Madonna delle Grazie. Ogni anno, il 2 luglio, la comunità locale si riunisce per celebrare una solenne messa in onore della Madonna delle Grazie, rendendo omaggio a una tradizione di profonda devozione che coinvolge i fedeli della zona. La cappella, caratterizzata da un affresco in cui San Leonardo è protagonista assoluto e una tela raffiguranti La madonna delle Grazie oltre San Leonardo, rappresenta un punto di riferimento spirituale e culturale per gli abitanti del territorio e in particolare per la comunità limitrofa nel quartiere Posticastello. 

### Casalvecchio di Puglia
La terza domenica di maggio il popolo di Casalvecchio eleva alla sua santa patrona il suo inno d'amore e di devozione "Salve Eccelsa Imperatrice, Salve oh fonte di pietà, tu sei l'arca salvatrice dell'afflitta umanità; Salve oh Madre delle Grazie, dei tuoi figli abbi pietà". Una solenne processione dell'effigie della Madonna attraversa le strade del paese addobbato in festa, con musiche, luci e spari pirotecnici. In suo onore dal 1870 è nata la confraternita spirituale della Madonna delle Grazie. Una leggenda vuole che un quadro miracoloso della Madonna proveniente da Gildone (CB) sia stato ritrovato in un pozzo del paese, da allora tra i due paesi è sorto un legame di fede, che ancor oggi è nutrita dalle reciproche visite dei paesi nelle rispettive feste in onore della Madonna delle Grazie.

### Casteltermini
Nel Comune di Casteltermini, la prima domenica di settembre culminano i festeggiamenti di Maria SS. della Grazia, al termine di un novenario di funzioni religiose, tra rosari e celebrazioni eucaristiche, che si svolgono nel piazzale antistante la chiesa seicentesca della "Madonna della Grazia", da cui prende il nome, appunto "Grazia", il quartiere circostante. Nella domenica della festa si svolgono due celebrazioni eucaristiche: quella diurna, durante la quale avviene, come da tradizione, la benedizione e distribuzione dei melograni locali; quella serale, al cui termine, accompagnata dalle marce della banda musicale, prende avvio la processione del simulacro di Maria SS. della Grazia, che percorrendo la cd. "sciata di santi" si snoda per le vie principali del paese per poi ritornare nuovamente nel quartiere di provenienza, il cui rientro in chiesa viene sancito da uno spettacolo pirotecnico.

### Castelvetere sul Calore
La Festa della Vergine di Castelvetere consta di una lunga e accurata preparazione che incomincia mesi prima del 28 aprile, giorno vero e proprio della ricorrenza. Allora si inizia a raccogliere in montagna la legna che occorrerà per l'evento. Circa 2 secoli fa venne donato alla Chiesa un castagneto da cui si attinge ogni anno la legna necessaria per la Festa.
Circa un paio di settimane prima del 28 aprile poi, le donne del luogo incominciano a impastare un impressionante numero di Tortani, detti anche Pane della Madonna. Si tratta di una quantità immensa di taralli che le massaie del paese preparano dall'alba al tramonto, turnandosi in questo compito. I taralli vengono poi cotti e disposti in una sorta di gigantesco muro, detto Massa, che il 27 aprile viene benedetto dal Vescovo.
Lo stesso giorno, le Dispensatrici, giovinette del paese sui 10 anni circa, fanno da modelle per le abilissime sarte che tutto intorno si accingono per diverse ore a cucire loro addosso un magistrale abito da cerimonia composto di centinaia di monili d'oro. La lunga e complicata preparazione prosegue anche il mattino del 28.
Allora le giovani Dispensatrici, indossando i loro straordinari corpetti d'oro, tante piccole Marie vestite a festa, dopo aver preso parte alla messa, sfilano per il paese, "dispensando" con il loro cestino in mano, Tortani a chiunque incontrino.
La cerimonia si protrae fino a sera. Per allora ogni abitante deve aver ricevuto a casa propria il Pane della Madonna, segno di benedizione e di protezione. Il 29 poi, le ragazzine, divise in 4 gruppi, si incamminano nei luoghi più remoti del comune, a portare i Pani a chi non li aveva avuti il giorno prima. La Festa conta una massiccia partecipazione popolare ed è molto sentita a Castelvetere.

### Catanzaro
A Catanzaro, la Madonna delle Grazie è contitolare della Chiesa dell'Osservanza.

### Catenanuova

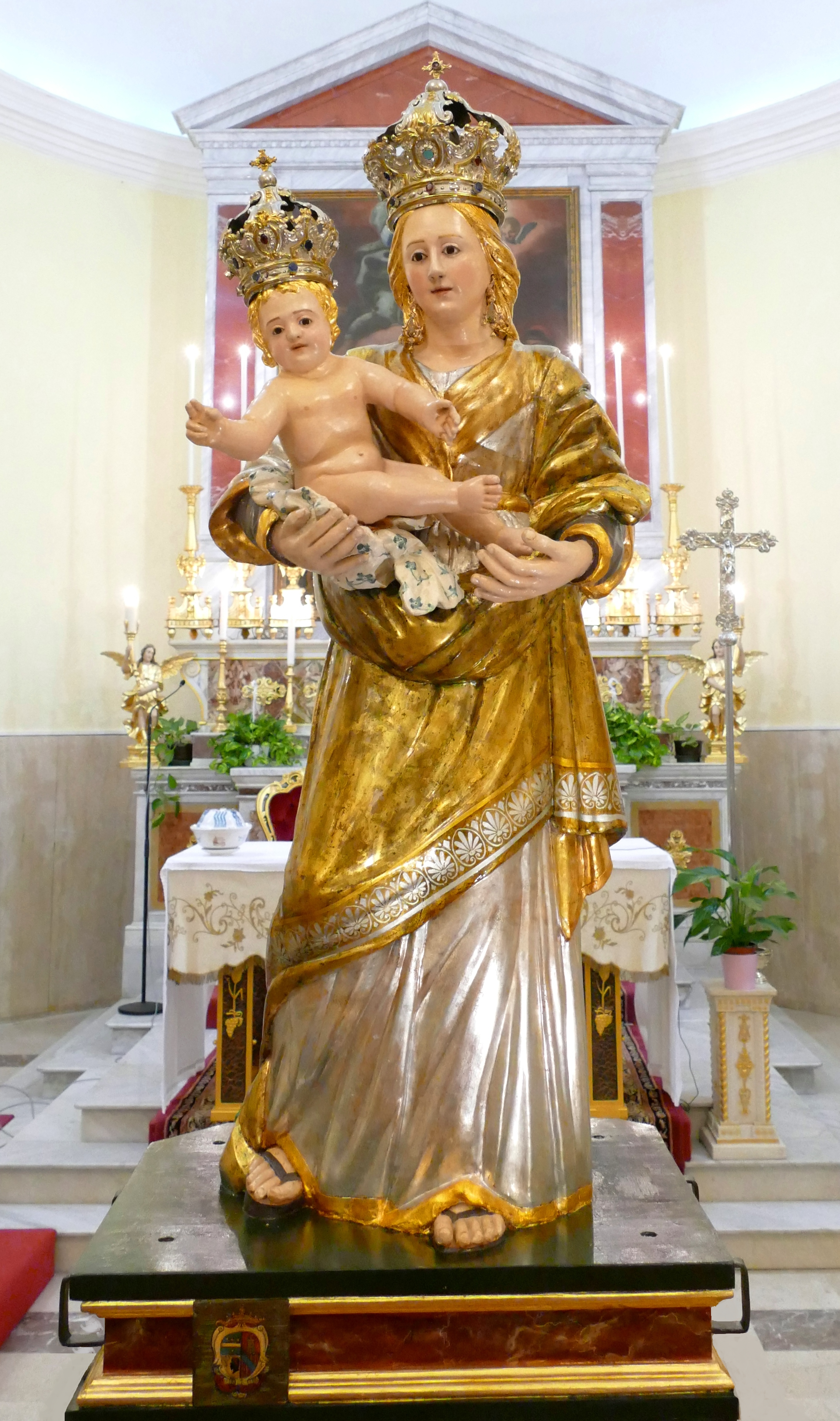
Maria SS. delle Grazie compatrona di Catenanuova, opera lignea di autore ignoto di scuola acese del 1750.

La penultima domenica di settembre, a Catenanuova si festeggia la compatrona Madonna delle Grazie. Alle ore 11:00 la prima messa, e in serata dopo la messa delle ore 19:00, il simulacro ligneo di autore ignoto del 1750 viene portato in processione per le vie principali, con giochi pirotecnici, banda musicale; e con la partecipazione del popolo e delle autorità. Questo simulacro è stato donato dal principe Andrea Riggio, fondatore di Catenanuova, tanto che alla sua base vi è dipinto lo stemma che racchiude gli emblemi delle quattro famiglie, paterna e materna del Principe, e cioè: Riggio Saladino (Paterna) e Statella Paternò (Materna). Inoltre Maria Santissima delle Grazie nel corso dei secoli è stata sempre la più venerata dai catenanuovesi, e ne danno testimonianza gli ori votivi che ha ricevuto ininterrottamente dal 1750 a oggi. Fra di essi, si trovano pure dei preziosi appartenuti alla famiglia dei Principi fondatori di Catenanuova.

### Centuripe
La città di Centuripe venera la Vergine delle Grazie l'otto di settembre. Il culto nasce quando nel 1534 il francescano Andrea del Guasto fondò la congregazione dei monaci di Sant'Agostino di Centorbi e fece costruire una specie di grotta dove andavano proprio i monaci a pregare. L'idea gli venne dopo che un giorno, camminando tra i ruderi della vecchia Kentoripa con il suo asino, vide qualcosa luccicare tra le rovine: si avvicinò e vide che era un quadro raffigurante Maria con il bambino. Il francescano lo prese con sé e a esso diede l'appellativo di "Madonna di Chiarastella", successivamente venerato come la Madonna delle Grazie. Lì dove lo trovò, il monaco decise di costruire una chiesetta in onore alla Madonna e lo stesso quartiere dove ora si trova la chiesetta si chiama proprio "la Madonna".

### Città di Castello
Il santuario della Madonna delle Grazie si trova nel rione San Giacomo, che occupa la parte settentrionale del centro storico della città. La costruzione venne avviata nel 1306 per opera dei frati Servi di Maria e la chiesa fu consacrata il 16 novembre 1381. Nel 1456 Giovanni di Piamonte, allievo di Piero della Francesca e suo collaboratore nei celebri affreschi in San Francesco di Arezzo, dipinse una tavola raffigurante la Madonna in trono con il Bambino tra i santi Filippo Benizi e Florido. Attorno a questa immagine, inizialmente esposta entro una nicchia esterna, si venne rapidamente sviluppando una devozione popolare, tanto che negli anni '80 del XV secolo il comune mise a disposizione il terreno per la costruzione di una cappella, attigua alla chiesa. Nel 1518 si costituì una confraternita laicale per la gestione del culto alla sacra immagine, che nel 1783 è stata proclamata dal comune patrona della città. Nel 1620 l'immagine della Madonna, che nel frattempo si era cominciata a chiamare Madonna delle Grazie, fu coronata. Attualmente la chiesa è santuario mariano cittadino e diocesano; la festività liturgica si celebra il 26 agosto, con il grado di solennità in quanto patrona della città e della diocesi.

### Civitella Casanova
La Beata Vergine Maria delle Grazie è la protettrice dell'intera comunità civitellese. A essa è dedicata la chiesa parrocchiale e un'altra fuori dal centro storico, la chiesa della Madonna della Cona. Quest'ultima è caratterizzata da un artistico portale in pietra, interamente decorato, del Cinquecento, da un altare barocco e da due pregevoli affreschi di medie dimensioni. La festa si tiene regolarmente ogni anno, e ha inizio dopo il canto solenne del secondo vespro di Pentecoste e si protrae sino al martedì seguente, giorno di maggiore solennità. Durante la festa, visitando la chiesa "della Cona" è possibile lucrare il "Perdono" (Indulgenza Plenaria). Dall'anno 2009, anno del terribile sisma che ha lacerato profondamente il centro storico, nella solenne processione del martedì viene portato, assieme all'artistica e antica statua della Santa Patrona, anche il simulacro di Sant'Emidio.

### Contursi Terme
A Contursi Terme, in provincia di Salerno, la Madonna delle Grazie è venerata come protettrice e patrona. Sulla cima del centro abitato sorge un Santuario ad essa dedicato che venne costruito nella seconda metà del Seicento a seguito della liberazione del paese dalla peste, attribuita proprio a Maria Santissima. Si narra che negli ultimi giorni del mese di Giugno 1657 una processione penitenziale si recò presso la preesistente cappella dedicata alla Natività di Maria per chiedere la liberazione dalla peste. Si portò in processione la statua della Vergine Maria che era lì posta e, non appena la stessa varcò le soglie del paese, la peste cessò. Si decise così, con solenne giuramento, di celebrare ogni anno la festa della Madonna delle Grazie il 2 Luglio e l'8 Settembre, date ancora oggi fedelmente mantenute. 

### Costanzana
A Costanzana, in provincia di Vercelli, sorge un Santuario dedicato alla Madonna delle Grazie e ogni 8 settembre, preceduta da una Novena, si celebra una festa dedicata alla Beata Vergine.

### Faenza
La Beata Vergine delle Grazie è patrona principale della diocesi di Faenza-Modigliana, dove viene ricordata il sabato precedente la seconda domenica di maggio. L'immagine è venerata in una fastosa cappella della Cattedrale: si tratta di un affresco mutilo del XV secolo che ritrae la Vergine nell'atto di spezzare sei frecce (tre in ciascuna mano), simbolo dei mali e dei flagelli da cui lei offre protezione.

Le celebrazioni iniziano il primo sabato di maggio con la fiorita dei bambini. I piccoli portano un dono floreale alla Madonna; successivamente il vescovo di Faenza porta fino ai piedi della torre civica una composizione di fiori. I vigili del fuoco la collocano sul balconcino dove si trova la statua della Vergine. Nello stesso giorno all'ora del Vespro si tiene la Cerimonia dei Ceri che dà il via al Palio del Niballo.

### Fiumefreddo di Sicilia (Borea)
A Fiumefreddo di Sicilia, nella città metropolitana di Catania, la prima domenica di Luglio si festeggia la Madonna delle Grazie. La festa ha luogo nella chiesa del quartiere Ponte Borea. Le celebrazioni incominciano il 2 luglio a cui segue un triduo di preparazione partecipato da tanti devoti. La domenica successiva al 2 luglio vengono celebrate due S. Messe; la prima alle 10 del mattino, l'altra alle ore 18:30.
Dopo la statua lignea della Madonna esce dalla chiesa accolta da tantissimi devoti e ha inizio la processione, che si conclude con il rientro in chiesa intorno alle 21:30. Per l'occasione le strade del quartiere sono abbellite da luci e bandiere.

### Garessio
A Valsorda, in comune di Garessio (Alta Val Tanaro) è dedicato alla Madonna delle Grazie un complesso di edifici a scopo devozionale dove ad una primitiva cappella si è affiancata una casa del pellegrino ed una massiccia chiesa della prima metà del XX secolo.

### Gela

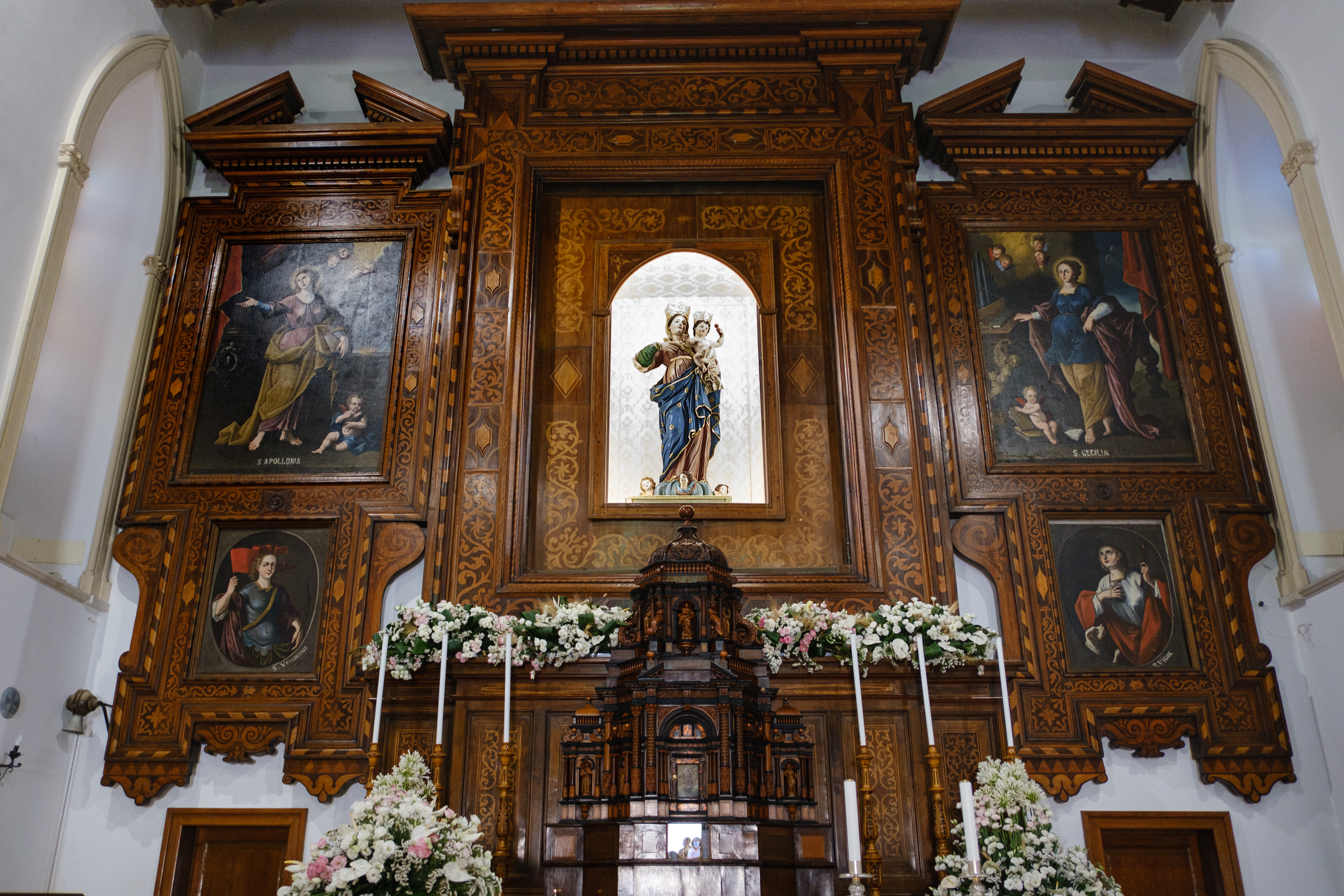
Gela, Convento dei Cappuccini

Quella in onore a Maria SS. delle Grazie è la festività religiosa più sentita dalla popolazione gelese, nonostante la patrona sia Maria SS. dell'Alemanna.
La Madre Amatissima dai gelesi è venerata presso la trecentesca Chiesa dei Cappuccini la quale, nonostante l'ampliamento dello scorso secolo, rimane insufficiente ad accogliere le migliaia di fedeli che nella giornata del 2 luglio di ogni anno vi si recano.
La particolarità di questa festa sta nella lunga processione che accompagna il simulacro ottocentesco per le vie principali della città alta. Durante la processione, infatti, molti fedeli decidono di camminare scalzi portando in mano un grande cero decorato e inghirlandato pregando. Sempre durante il corteo, il simulacro si ferma a intervalli regolari per permettere la spoliazione dei bimbi bisognosi di una grazia o già graziati. Quest'ultimo è un momento intriso di grande gioia e, al contempo, di commozione. La giornata apertasi con la messa mattutina e la “maschiata” di mezzogiorno (botti), si chiude sempre dopo la mezzanotte col rientro del simulacro in chiesa e i giochi pirotecnici a mare. Tale ricorrenza attira in città non solo gli emigrati gelesi sparsi nel mondo ma anche numerose persone provenienti dai centri dell'hinterland che nutrono grande fede nei confronti della Madonna. Per l'occasione la città viene decorata con le luminarie.
Una chiesa quattrocentesca ne porta il titolo e custodisce la pregevole effigie attribuita allo scultore palermitano Vincenzo Genovese, che viene portata in processione il 2 luglio, giorno della festa.
I momenti più significativi della festa sono: il solenne settenario (25 giugno - 1º luglio), quando il popolo si rivolge alla Madonna attraverso la preghiera della "Coroncina" e partecipa alla celebrazione eucaristica, solitamente presieduta da un predicatore appositamente invitato. Con la celebrazione dei Primi Vespri, la sera della Vigilia, incomincia la festa vera e propria che occupa tutto il giorno del 2 luglio attraverso la celebrazione delle Sante Messe, in particolare la S. Messa solenne delle ore 11:00; alle ore 16:00 inizia la solenne processione per le vie del paese che si conclude con i fuochi d'artificio e l'intronizzazione del simulacro nella nicchia sull'altare maggiore della chiesa.

### Genzano di Lucania
In fondo al Corso Vittorio Emanuele si erge la Chiesa intitolata a Maria SS. delle Grazie, Protettrice del paese. Venne costruita tra la fine del 1600 e l'inizio del 1700 e rifatta nel 1821 e, quasi completamente riedificata in conseguenza del Terremoto del 1857. La facciata, ornata di nicchie e di una finestra circolare al centro, ha, alle estremità, due campanili bassi, uno vuoto, l'altro con tre campane costruite nel 1852; due di esse furono nuovamente fuse, una nel 1910 l'altra nel 1934. Sul portale dei tempio si legge la sublime preghiera di S. Bemardo:
«Donna, se tanto grande e tanto vali, che qual vuol grazia ed a te non ricorre sua disianza vuol volar senz'ali» (Dante).
La Chiesa riceve luce anche dalle quattro finestre collocate a destra e a sinistra dell'unica navata, e da quella soprastante all'altare maggiore, perciò è ricca di aria e di luce e, per la sua semplicità, piace molto specialmente perché ha un aspetto festoso. A sinistra, entrando, si nota una bella acquasantiera in pietra a due pezzi, a forma di calice piatto, opera veramente artistica del 1698. In fondo la Cappella si presenta a forma di croce con le braccia accorciate.
L'abside centrale è piatto; su di esso, nel mezzo di un finto mantello araldico sormontato da una corona e sorretto da quattro Angeli , vi è collocato. In nicchia, più volte vetrata, l'effigie di Maria SS. delle Grazie. È un bel quadro bizantino in cui la Vergine, a mezzo busto, e il Sacro Infante sono dipinti in modo meraviglioso, sopra una pietra levigata; trattasi dell'effigie rinvenuta a Capo d'Acqua il 25 marzo del 1621.

### Gildone
Qui è molto sentita la venerazione alla Madonna delle Grazie, con una festa solenne che si svolge ogni anno il 5 agosto. Una solenne processione con la statua della Madonna (Statua lignea opera dell’artista Paolo Saverio di Zinno, 1740 circa), attraversa le strade del paese addobbato in festa, con musiche, luci e spari pirotecnici.

### Grazie (Curtatone)
Il Santuario Beata Vergine Maria delle Grazie sorge a Grazie di Curtatone (Mantova) nel Parco del Mincio. Nel 1399 Francesco I Gonzaga lo fece erigere come ex-voto alla Madonna delle Grazie per la cessazione della peste. L'incarico fu affidato all'architetto Bartolino da Novara. Il santuario custodisce l'icona lignea della Madonna col Bambino, Mater Gratiae et Misericordiae ed è unico al mondo per l'impalcato ligneo con ex voto polimaterici e il coccodrillo appeso al soffitto. La festa è il 15 agosto, Assunzione della Beata Vergine Maria. Nella circostanza il sagrato si anima con la presenza di numerosissimi fedeli in pellegrinaggio fin dalle prime ore del mattino e con il concorso nazionale Madonnari.

### Lacco Ameno
La parrocchia, situata sul corso principale del comune di Lacco Ameno, nell'Isola d'Ischia, è dedicata alla Madonna delle Grazie, da cui prende il nome. La festa si celebra il 2 luglio con una solenne processione per le vie del paese, recando l'icona della Vergine col Bambino fino all'ospedale dell'isola per portare il saluto agli ammalati.

### Lamezia Terme
A Lamezia Terme la Madonna delle Grazie è venerata in molte chiese e contrade. Nell'ex comune di Sambiase si festeggia la terza domenica di giugno nell'omonima chiesa (rione Stradella) e l'8 settembre nella chiesa Matrice, a ricordo del terremoto dell'8 settembre 1905. Nell'ex comune di Nicastro è festeggiata l'8 settembre nella frazione Bella e i primi di ottobre nel quartiere Capizzaglie. Il 2 luglio viene festeggiata nel rione Timpone e nella frazione Zangarona. 

### Le Grazie, Portovenere - La Spezia
Il paese Le Grazie prende il nome da colei che è la prima cittadina: la Madonna. Questa pagina è l'espressione della riconoscenza più viva del dono della fede e dell'amore che il Signore ci offre ogni giorno attraverso l'intercessione della Madonna delle Grazie.
Arte e storia del Santuario
[...]"Nel 1432 il papa Eugenio IV concesse alla Congregazione di Monte Oliveto, presente in Liguria dal 1388, l'abbazia benedettina del Tino, priva ormai di monaci; nella stessa occasione agli olivetani fu assegnato un heremitorium cum eius ecclesia sine cura posto nel territorio di Portovenere ed intitolato alla Vergine delle Grazie"[...].
La storia

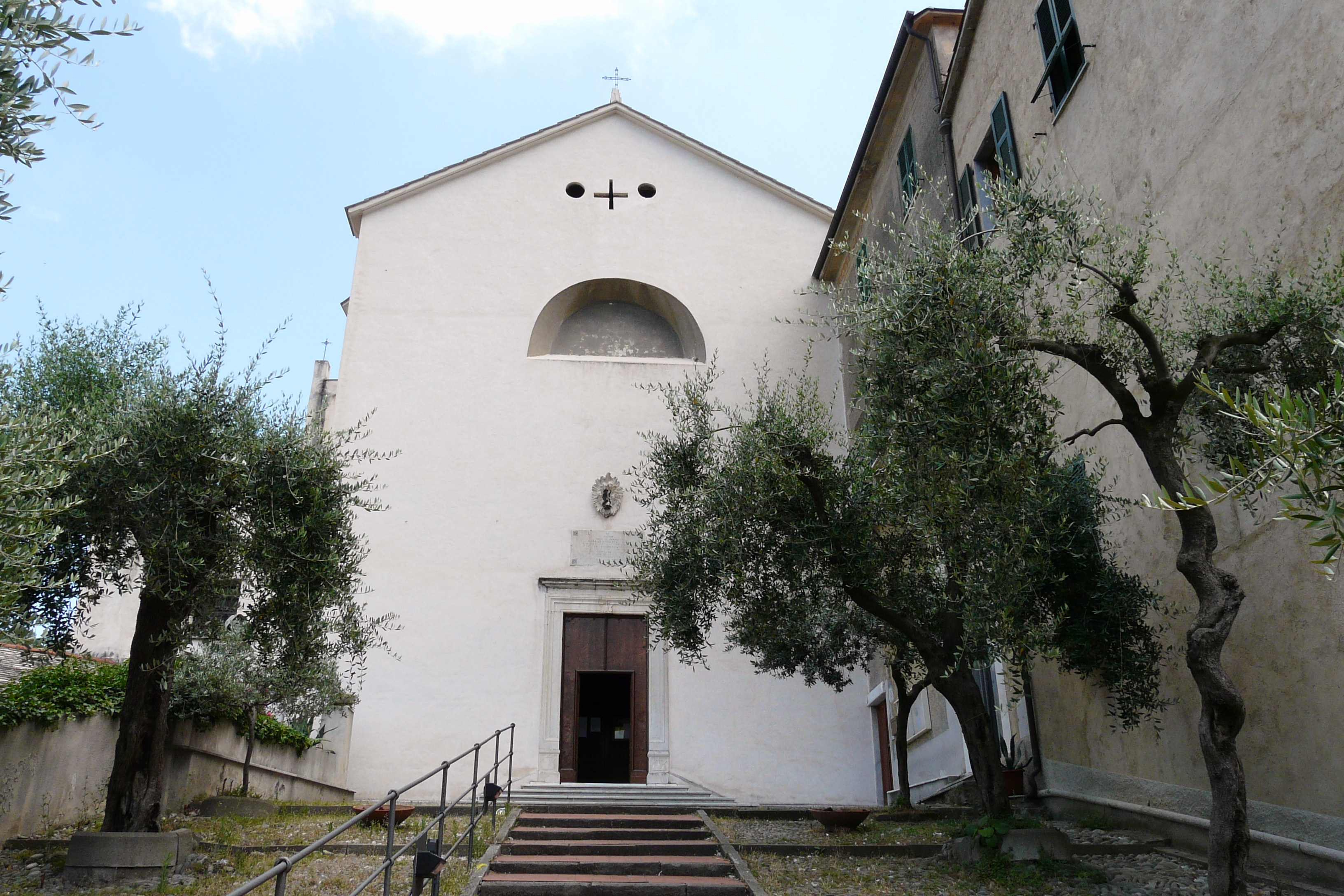
Santuario, Le Grazie (La Spezia)

La data 1424 che assieme alla firma ANDREAS DE ASTE si legge nel bordo inferiore della Madonna col Bambino di Quarto, sita nel Santuario della Madonna della castagna a Quarto (Genova), non può costituire un "utile punto di riferimento", almeno fino a quando non sarà stato provato che la scritta in questione, palesemente non originale, è tuttavia veridica. Il che, del resto, è verosimile se non altro perché alla mano dello stesso pittore si può oggi attribuire con certezza un dipinto per il quale esiste un ante quem sicuro.
Ci riferiamo proprio alla tavola della Madonna delle Grazie, di cui è ragionevole ipotizzare, per le ragioni esposte nell'introduzione, la presenza nella piccola ecclesia sine cura menzionata nella bolla papale del 1432.

### Mazzarrà Sant'Andrea

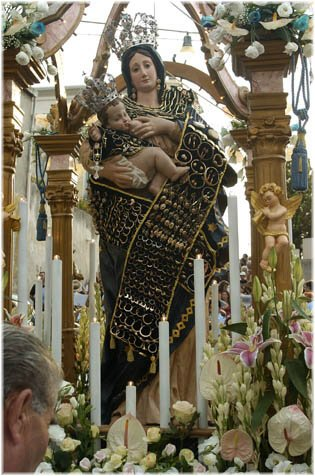
Madonna delle Grazie a Mazzarrà Sant'Andrea.

La festa patronale di Mazzarrà Sant'Andrea si svolge l'ultima domenica di agosto, e incomincia 15 giorni prima con la funzione "a scinduta Da Madonna" giorno in cui l'artistico simulacro viene posto sul fercolo. Nove giorni prima ha inizio la novena in onore di Maria SS. delle Grazie. I giorni più sentiti sono i tre prima della festa. Per le funzioni religiose la sera del sabato incominciano i vespri solenni. Tutto e tutti si preparano al grande giorno, la mattina alle ore 11:00 comincia la Santa Messa Solenne. Alle ore 18:0, al secondo colpo di martello e al grido di "evviva la gran Signora Maria SS. delle Grazie!! e chiamamula mi 'ndaiuta" i portatori conducono il fercolo fuori dalla Chiesa Madre al lancio di mortai e carte multicolori. L'uscita della Madonna viene accolta dallo sventolio dei fazzoletti bianchi e il battito delle mani, quindi ha inizio la processione con il simulacro adornato con molto oro, per le vie del paese dove in ogni quartiere vengono sparati fuochi artificiali. La varetta si ferma ogni qualvolta la gente vuole fare un'offerta, quando si ferma il martello tuona due volte e tuona anche quando riparte. Dopo una processione di 4 ore, alle 22:00 circa si assiste ai fuochi artificiali e il fercolo fa il suo ritorno in Chiesa Madre. La leggenda narra che in un'afosa giornata di agosto del 1706 un carro trainato da buoi con una bellissima statua della Madonna, risaliva il torrente Mazzarrà diretto a Roccella Valdemone. Giunti nei pressi di Mazzarrà i buoi si fermarono rifiutandosi di procedere. Inutili furono gli sforzi sia del conducente sia di alcuni contadini intenti al lavoro nei campi. Poi il vecchio prete di Mazzarrà asperse con acqua benedetta la statua, di colpo i buoi ripresero il cammino andandosi a fermare davanti alla piccola chiesetta di Mazzarrà. Si gridò al miracolo, la statua della Madonna venne portata all'interno della chiesa e il principe decise di costruire sul posto una nuova chiesa dedicata a Maria SS. delle Grazie.

### Masullas
A Masullas (OR) la festa patronale della Vergine delle Grazie si svolge a inizio luglio per una durata di tre giorni. Durante il secondo giorno si svolge la solenne processione per le vie del paese con gli abiti tradizionali sardi. Nella sera i festeggiamenti proseguono in piazza con spettacoli e concerti.

### Milazzo
Nel Comune di Milazzo, il 2 luglio ricorrono i festeggiamenti della Madonna delle Grazie nella frazione Santa Maria delle Grazie, di cui è patrona e a cui è dedicata la Chiesa Parrocchiale.

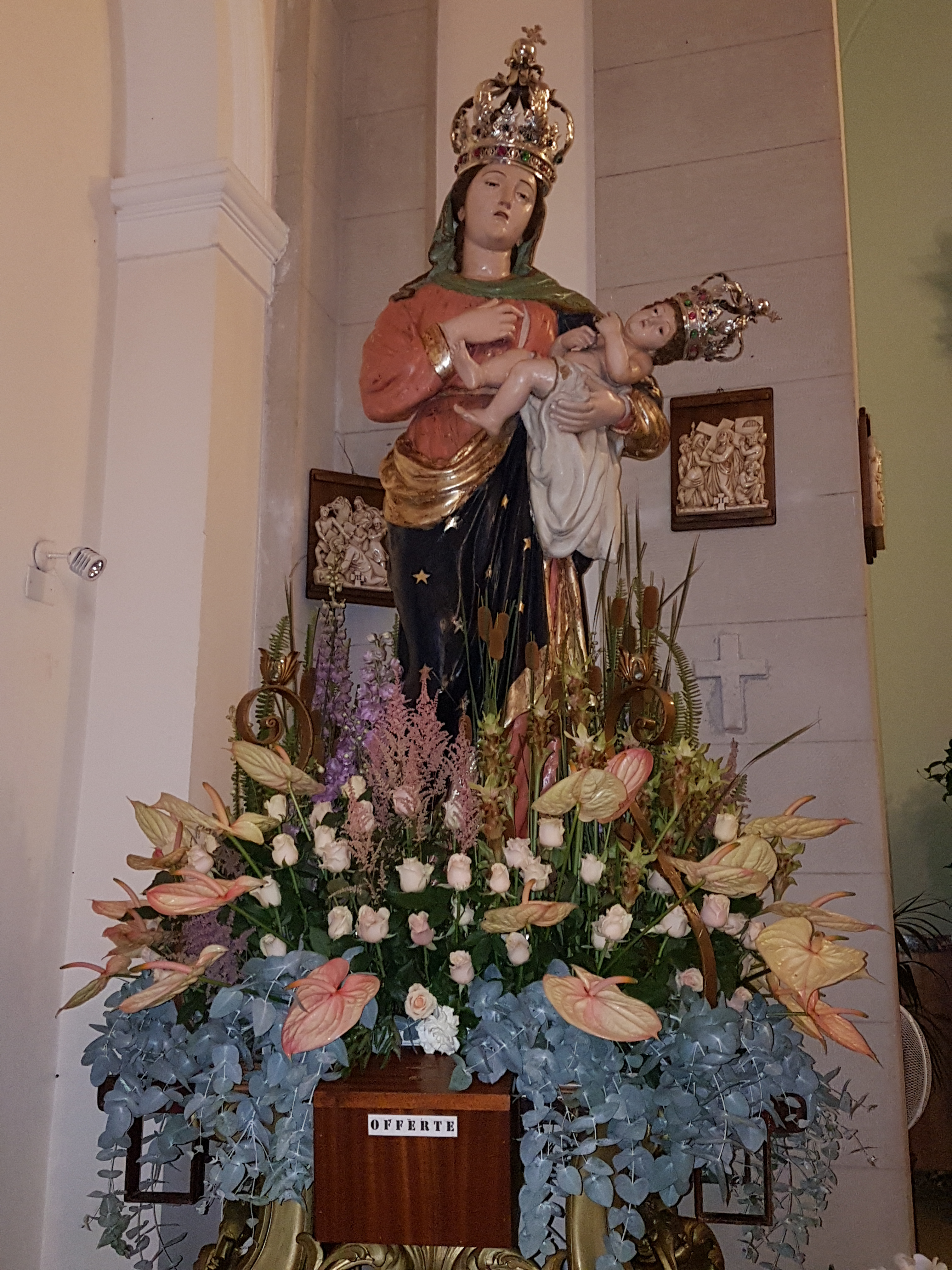
Statua della Madonna delle Grazie, venerata nella Parrocchia Santa Maria delle Grazie (Milazzo).

### Minturno
A Minturno, la Madonna delle Grazie viene festeggiata il 1º settembre.
Il 6 aprile 1850, attendendo sul ponte del Garigliano il sommo Pontefice Pio IX, il clero parrocchiale e il popolo minturnese, chiesero di affidare la città di Traetto e i suoi villaggi sotto la protezione della Vergine delle Grazie.
Con Breve Pontificio del 6 settembre 1850 la Vergine delle Grazie veniva dichiarata Patrona Principale della città di Traetto (poi divenuta Minturno) e dei suoi villaggi. L'undici ottobre del 1851 l'Arcivescovo di Gaeta Luigi Maria Parisio nella chiesa di San Pietro, gremita di gente, annunciava al popolo che la città di Traetto era stata posta sotto la protezione della Vergine delle Grazie.
Con Breve Pontificio del 1852 il Papa assegnava come festività della Madonna delle Grazie il 1º settembre. Con altro Breve Pontificio del 15 luglio 1852 lo stesso pontefice estendeva al clero secolare e regolare di tutta la diocesi di Gaeta l'ufficio proprio con la Messa della Beata Vergine delle Grazie.

### Modica
La terza domenica di maggio, a Modica si festeggia la compatrona Madonna delle Grazie.

### Monsoreto
La Festa Patronale di Maria SS. delle Grazie si celebra a Monsoreto, piccolo paese in provincia di Vibo Valentia, nella penultima domenica di luglio.

### Nettuno
La Madonna delle Grazie, statua lignea del XIII secolo scampata all'iconoclastia inglese di Enrico VIII, sarebbe approdata a Nettuno nel 1550 dopo un miracoloso naufragio del bastimento che la trasportava al sicuro presso Napoli. La statua, precedentemente conservata nel santuario di Ipswich, è protagonista della partecipatissima festa che la vede portata in processione dal Santuario dove è conservata fino alla chiesa dei S.S. Giovanni Battista ed Evangelista nel Borgo medievale di Nettuno, dove resta nel periodo che va dal primo sabato di Maggio alla seconda domenica dello stesso mese.
La Madonna delle Grazie di Nettuno è stata nominata patrona della città il 4 aprile 1854.

### Panza

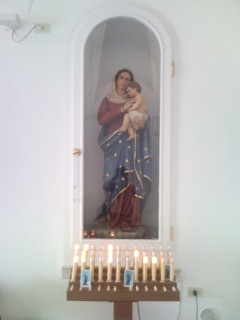
Madonna delle Grazie a Panza d'Ischia.

Presso il cinquecentesco Convento agostiniano in località san Gennaro, ogni 2 luglio gli abitanti di Panza, sull'isola d'Ischia, tengono fede alla promessa fatta, secondo la tradizione, di celebrare la Vergine in tale giorno.
La sera del 2 luglio, tra lo sparo di mortaretti e le marce della banda, prende corpo la processione che attraversa il paese, per giungere alla parrocchia di san Leonardo di Noblac, dove il simulacro resterà esposto per l'intero mese, per fare ritorno all'originale chiesetta, la prima domenica di agosto, con una processione che attraverserà l'altro versante del paese.
- Piove di Sacco

Presso il santuario della Madonna Grazie situato a Piove di Sacco. Il Pittore tortonese Cesare Saccaggi nel 1931 immortalò la processione della Madonna delle Grazie che si svolse a Chioggia in un dipinto dal titolo "Chioggia - Madonna delle Grazie".

### Pordenone
L'8 settembre, festa della Natività della Beata Vergine Maria, a Pordenone si celebra la Madonna delle Grazie nell'omonimo santuario. È considerata compatrona della città assieme a san Marco evangelista.

### Presa (Piedimonte Etneo)
La festa in onore della Santa Patrona di Presa, frazione di Piedimonte Etneo nel catanese, ha inizio la prima domenica di agosto e culmina la domenica successiva. I festeggiamenti si aprono con la S. Messa del mattino nella Chiesa parrocchiale alla Vergine intitolata e la sera nella piazza si svolge la tradizionale Asta dei prodotti tipici locali. Nei pomeriggi successivi si svolgeranno altre celebrazioni eucaristiche rispettivamente alla cappella del cimitero, all'edicola votiva di San Giuseppe in Piazza Giovanni XXIII e a quella della Madonna del Carmelo in Piazza Aldo Moro. Il giovedì avrà inizio il triduo di preparazione predicato da un sacerdote di un paese limitrofo presso la Chiesa; questo avrà termine il sabato, giorno della Vigilia dei festeggiamenti in cui verrà svelata l'immagine statuaria della Madonna delle Grazie. Nelle serate del giovedì, venerdì e sabato si alterneranno momenti di intrattenimento in piazza tra musica, ballo e teatro. Si giunge poi al giorno clou dei festeggiamenti: la domenica. Alle 7 del mattino i colpi dei mortaretti e lo scampanio solenne dei sacri bronzi segnano l'inizio del giorno festivo. Nella mattinata si susseguiranno delle celebrazioni eucaristiche e alle ore 11 la S. Messa solenne con la presenza di un'alta autorità religiosa, oltre a quelle delle autorità civili e militari del luogo. Nel pomeriggio alle ore 17 l'immagine di Maria viene traslata dalla cappella posta sull'altare al fercolo. Alle ore 18 la Madonna delle Grazie uscirà dalla porta principale della chiesa tra le acclamazioni di "Viva Maria!" e lo sparo di mortaretti unito allo scampanio delle campane. Seguirà la processione per le vie del paese. Al rientra il fercolo sosterà nella piazza principale per assistere all'ultima celebrazione eucaristica, e poi rientrerà in chiesa dove, riposto il simulacro nella cappella, questo verrà velato.

### Prizzi
Molto sentita è la festività della Madonna delle Grazie che si venera nella chiesetta situata a occidente dell'abitato del paese di Prizzi, nella città metropolitana di Palermo.
Le notizie riguardanti la chiesa della Madonna delle Grazie, sono incerte e vaghe. Viene costruita attorno al 1620, attaccata a una rupe strapiombante alta circa 50 metri. Misura 10 x 4 metri dall'altare maggiore alla porta; ha il suo modesto sagrato, su cui la porta guarda a ponente in giù verso la strada statale per Corleone e verso la contrada Fontanelle.
Sopra la roccia è costruito il minuscolo campanile: "Lu campanaréddu", che dà il nome al quartiere circostante.
Entrando a destra, vi è una cappella nella quale è sistemata una statua lignea del SS. Crocifisso; a sinistra, un'altra nella quale è posta la statua lignea, raffigurante la Vergine Maria, seduta su una seggiola mentre porge il latte al santo Bambino; all'altare maggiore un affresco raffigurante Maria SS. col Bambino dipinti nella roccia, definito dagli studiosi "acheropita", cioè non dipinta da mano umana.
Si narra in una leggenda popolare che un pastorello, portando a bere il suo gregge in un laghetto, vide cadervi dentro una delle sue pecore.
Il pastorello impaurito invocò l'aiuto della Madonna delle Grazie che, apparendogli, salvò l'animale e lasciò impressa la sua sagoma nella roccia. Incantato da cotanta bellezza si inginocchiò per renderle omaggio e, chiese in che modo avrebbe potuto ricambiare la grazia ricevuta. La Vergine Maria, rispose che il pastore avrebbe dovuto far edificare una chiesa in suo onore, dove chiunque avrebbe potuto recarsi per venerarla, pregarla e chiederle grazie. Essendo posta troppo in alto, l'immagine lasciata dalla Madonna, il pastorello le disse che sarebbe stato impossibile far sorgere una chiesa a quell'altezza. Così, la Vergine Maria esaudendo la richiesta del pastorello, lasciò più in basso, impressa sulla roccia l'immagine che La raffigura con in braccio il Bambin Gesù. Il pastorello, quindi, poté costruire una piccola cappella che in seguito fu ingrandita.
Ogni anno nella Chiesa della Madonna delle Grazie, viene celebrata con messa serale dall'1 al 15 di agosto la quindicina in preparazione alla festività dell'Assunta.
Il 5 di agosto di ogni anno viene portata in processione la statua lignea della Madonna delle Grazie, donata alla Chiesa nel 1954. La statua, di difficile collocazione storica, si presume che risalga al periodo del XIX secolo. Questo è emerso in seguito a recenti restauri.
La devozione alla Madonna delle Grazie negli ultimi anni si è particolarmente estesa, grazie alla collaborazione di devoti prizzesi e alla fattiva partecipazione degli abitanti del quartiere.

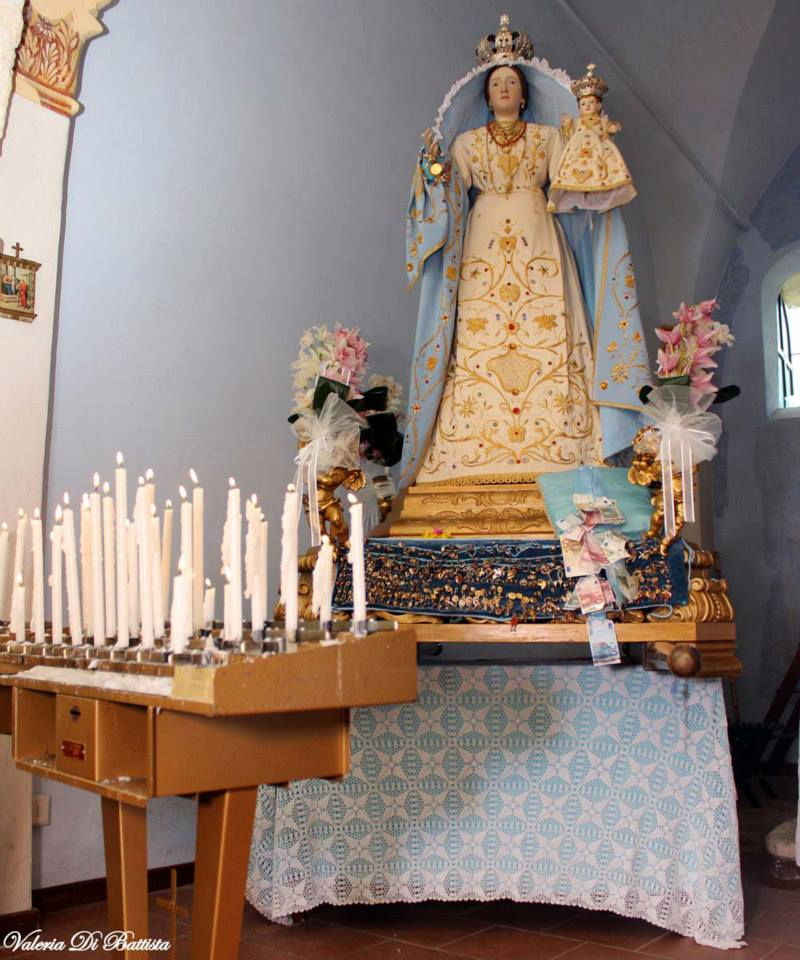
Statua della Madonna Delle Grazie che si venera a Roccavivi (Aq).

### Pagani
Molto sentita la devozione verso la Madonna delle Grazie a Pagani, La Chiesa della Madonna delle Grazie è situata in Piazza dei Martiri D'Ungheria,La processione è celebrata il 16 di luglio. La Statua va per le strade della chiesa e alle 8 di sera fa ritorno alla chiesa

### Rimini
Il Santuario di Santa Maria delle Grazie si trova sul colle di Covignano, a tre km di distanza dalla città.
Alla sua origine vi sarebbero alcune apparizioni della Madonna, presso un convento francescano in cui soggiornò, giovane frate, Elia Facchini poi martire in Cina e diventato santo. 
Da segnalare la via Crucis monumentale, probabilmente la più antica del mondo, che sale verso il santuario con 14 cappelle-stazioni in terracotta policroma. Le antiche formelle furono in gran parte distrutte dalle bombe durante la seconda guerra mondiale; quelle rimaste integre si possono ammirare nel santuario. Le formelle odierne sono opera del famoso scultore riminese Elio Morri.

### Roccavivi

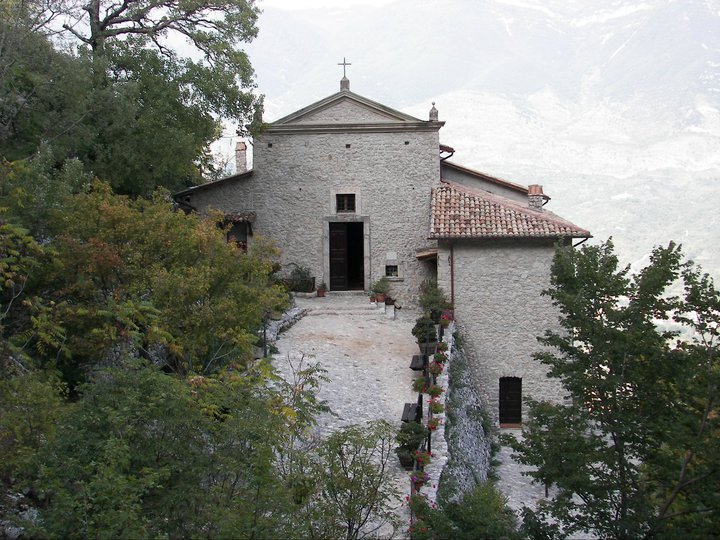
Santuario della Madonna delle Grazie di Roccavivi.

La statua della Madonna delle Grazie viene venerata anche a Roccavivi, un paese in provincia dell'Aquila. Alle pendici del monte Pizzo Deta è collocato l'antico santuario dedicato alla Madonna, dove il 13 agosto di ogni anno la statua viene portata in processione per circa tre chilometri fino a raggiungere il paese sottostante. Il giorno successivo la statua della Madonna viene portata in processione per le strade del centro. La venerata immagine della Madonna delle Grazie rimane nella chiesa madre di Santa Maria Assunta fino alla prima settimana di ottobre quando la statua viene trasportata in corteo al santuario.
Il 2 luglio viene celebrata una messa in onore della Madonna. Il sabato e la domenica successivi si dà il via ai festeggiamenti, quando la processione con fiaccolata raggiunge la piccola chiesa (detta anche eremo di Roccavecchia) dove viene celebrata la messa.

### Sansepolcro
Il santuario di Santa Maria delle Grazie a Sansepolcro, città situata all'estremità orientale della Toscana, poco distante dalle sorgenti del Tevere, risale al 1518, quando venne fondata l'omonima confraternita che provvide alla costruzione di una chiesa con oratorio. Nel 1555 il pittore locale Raffaellino del Colle dipinse l'immagine della Madonna delle Grazie, molto venerata fin dall'inizio. Nel 1732 il vescovo di Sansepolcro Raimondo Pecchioli dispone un'indagine sul culto, che risulta prestato da tempo immemorabile, almeno dagli inizi del XVII secolo. La festa è celebrata la terza domenica dopo Pentecoste per disposizione di papa Leone XIII del 26 novembre 1898, che la estese a tutta la diocesi.

### Sassari
La Madonna delle Grazie, ricordata liturgicamente il 9 maggio giorno nel quale fu incoronata dal Capitolo Vaticano, rispettando un voto fatto nel 1943 affinché la città fosse preservata dai bombardamenti, il simulacro della Vergine, ritrovato miracolosamente nella piazza della chiesa di San Pietro di Silki mentre vi predicava il beato Bernardino da Feltre, nel punto dove ora sorge una colonna celebrativa, viene venerato l'ultima domenica di maggio di ogni anno; viene portato in una suggestiva processione dal Duomo alla chiesa di San Pietro di Silki. Prendono parte alla processione tutti i gremi cittadini, le associazioni religiose, 2 bande musicali cittadine, la croce rossa e l'UNITALSI con gli ammalati, gli scout AGESCI, il clero cittadino e diocesano, l'arcivescovo col Capitolo, i carabinieri, i vigili del fuoco (che portano sulle spalle il simulacro della Vergine), e tutti i fedeli. La sera precedente alla processione, dopo la Messa, i vigili urbani e il sindaco, si recano nel Santuario a prelevare il simulacro; questo viene fissato all'esterno dell'auto dei vigili e viene trasportato, scortato da auto e moto di vigili urbani, in Duomo, da dove la sera seguente partirà la processione.

### Sava di Baronissi
Nella seconda domenica di luglio si tiene l'antica processione della "Madonna delle Grazie", figura molto venerata nell'intera Valle dell'Irno, la cui statua è portata in processione per le strade del villaggio insieme con la Santa patrona del paese Sant'Agnese e a San Pietro (dal 2005). Per perenne devozione o per voto i fedeli percorrono la processione scalzi; essa dura quasi 5 ore e attraversa tutte le strade della comunità Savese. La festa ha inizio circa mese prima dove, al termine della Solenne processione del Corpus Domini i fedeli accorrono in piazza Massimo Troisi (Vallone) per assistere al tradizionale rito dell'Alzata deQuadro, e per tutto il mese la piccola chiesetta sul monte rimane aperta per la venerazione e per la preparazione alla festa della Madonna delle Grazie. Venerata anche nella vicina Caprecano altra frazione di Baronissi.

### Scafati
La Madonna delle Grazie viene venerata anche nel Comune di Scafati nell'omonima chiesa. Il suo titolo originale è Madonna dei Muroli, insetti che originariamente infestavano le campagne circostanti la chiesa e circondavano come sciami gli edifici più alti come ad esempio il campanile. La sua memoria liturgica viene vivamente celebrata dalla devota comunità ogni 2 luglio.

### Seiano di Vico Equense
Antico borgo nel comune di Vico Equense la fede mariana a Seiano è antichissima; la Madonna delle Grazie, l’incoronazione con approvazione papale del 6 luglio 1783 permise di elevare l’antica chiesa a Santuario Mariano; riferimento da sempre per i naviganti alla quale Vergine sono attribuiti moltissimi miracoli di scampati naufragi, a testimonianza centinaia di dipinti votivi che la appellano come “Stella Maris”. Qui la Vergine delle Grazie Incoronata prende il nome anche di Santa Maria Vecchia, cioè della vecchia chiesa, essendo stato in passato tempio parrocchiale per poi traslare il titolo ad una chiesa più grande a pianta circolare nel 1793.
La prima notizia storica che abbiamo risale alla seconda metà del ‘200, allo stesso periodo pre giottesco risale l’affresco posto sulla lunetta d’ingresso al tempio, successivo quello sulla parete dietro l’altare maggiore, dipinto nei primi decenni del 1500. Correva l’anno 1955 e il Santuario fu il set cinematografico del film “Pane amore e...” di Dino Risi con Vittorio De Sica e Sophia Loren. Oggi la festa di Santa Maria delle Grazie (detta Vecchia) inizia il venerdì che precede l’ultima domenica di Giugno e termina la seconda domenica di Luglio, la festa liturgica conserva la data antica del 2 Luglio, mentre i festeggiamenti esterni avvengono nella prima domenica dopo la festa liturgica con Solenne processione del simulacro lungo le vie principali di Seiano. Tutt’oggi alla Vergine sono attribuite intercessioni miracolose a chiunque la invoca con fede e amore.

### Serracapriola
Paese in provincia di Foggia a nord del Tavoliere delle Puglie; la festa viene celebrata il 2 luglio nel Convento dei Frati Cappuccini intitolato a Maria SS. delle Grazie e Padre Pio Giovane. Festa caduta in disuso per circa 10 anni a causa di varie vicissitudini, è stata ripristinata nel 2010 da un gruppo di persone del paese devote al culto della Madonna delle Grazie che, organizzatisi in Comitato Permanente, hanno ridato lustro e dignità a questa solennità. Dal 23 giugno al 1º luglio si svolge la novena alla Vergine con Coroncina, Vespri Solenni e Santa Messa vespertina preceduta, quotidianamente, dallo sparo in aria di mortaretti che annunciano l'inizio della novena. Particolarmente suggestiva è la tradizione che lega Serracapriola a Chieuti, paese limitrofo, in cui forte e molto sentita è la devozione alla Madonna delle Grazie, dovuta a un miracolo avvenuto al tempo dell'invasione dei Turchi (1566); la Madonna avrebbe salvato con un prodigio, ricordato da un affresco nella navata centrale del Convento di Serracapriola, la cittadina di Chieuti dall'invasione e dal saccheggio; pertanto la prima messa delle ore 6:00 del 2 luglio è riservata al popolo di Chieuti che, in solenne processione, accompagna il simulacro della Vergine, da Chieuti a Serracapriola per una distanza di circa 4 km, trasportato su un cocchio trainato da un pony a cui fanno corolla vari fedeli a cavallo. Il pomeriggio del 2 luglio si svolge la Solenne Peregrinatio, durante la quale il Sacro Simulacro della Vergine sfila per le vie del paese, trasportato a spalla da fedeli cosiddetti "portatori", in camice bianco e mozzetta celeste, fino alla Piazza Castello, dove avviene la Consacrazione delle cittadine di Serracapriola e Chieuti alla Madonna delle Grazie. Al rientro viene celebrata, all'interno del vasto giardino del Convento, la Messa Solenne, presieduta dal Vescovo Diocesano o dal Guardiano Provinciale dei Cappuccini, a cui partecipano autorità civili e militari dei due paesi limitrofi. La festa si conclude, dopo un concerto di musica leggera tenuto da artisti di chiara fama nazionale, con lo spettacolo di fuochi pirotecnici.

### Siddi

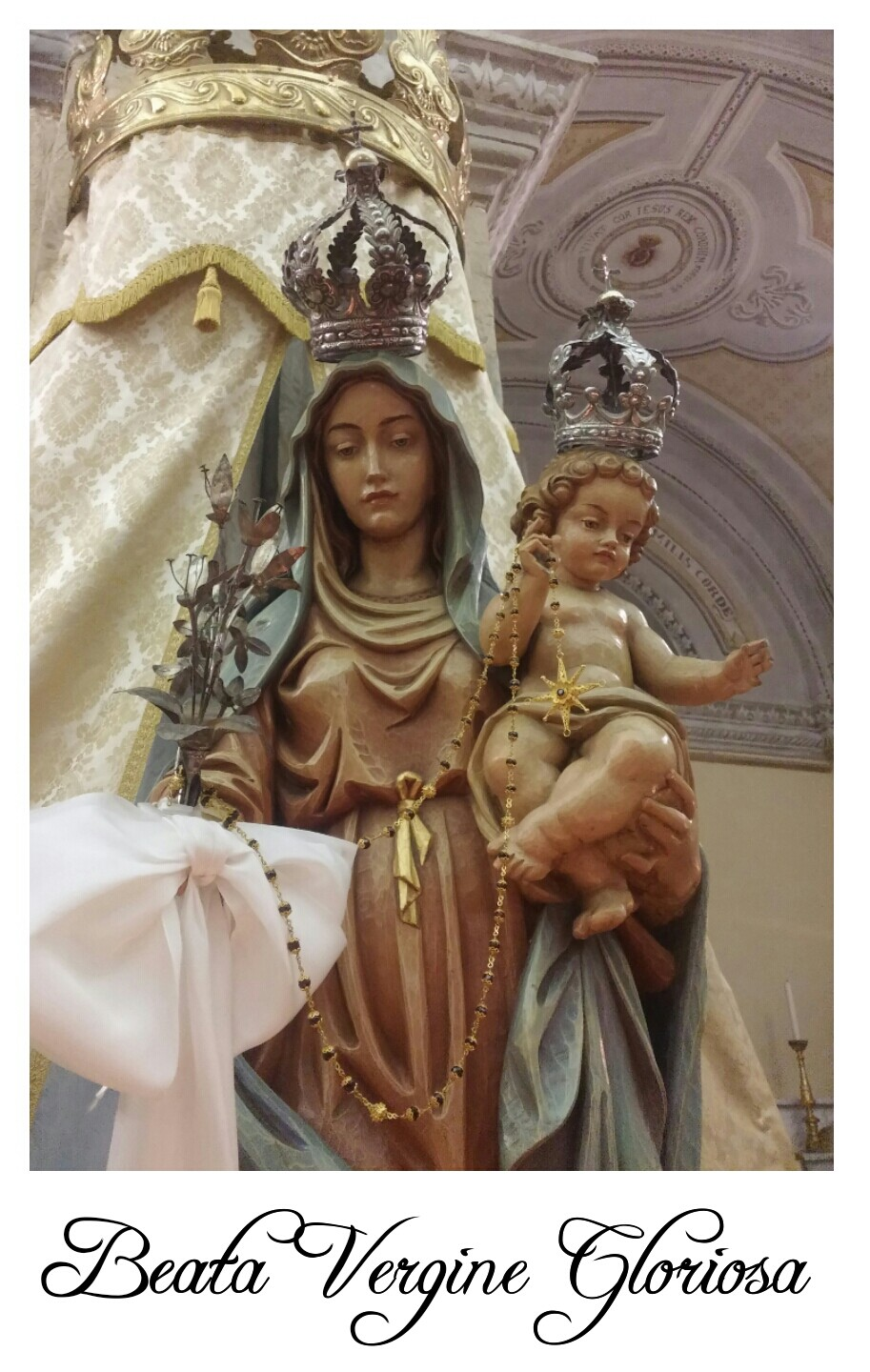
Statua Madonna delle Grazie "Sa Gloriosa" - Siddi.

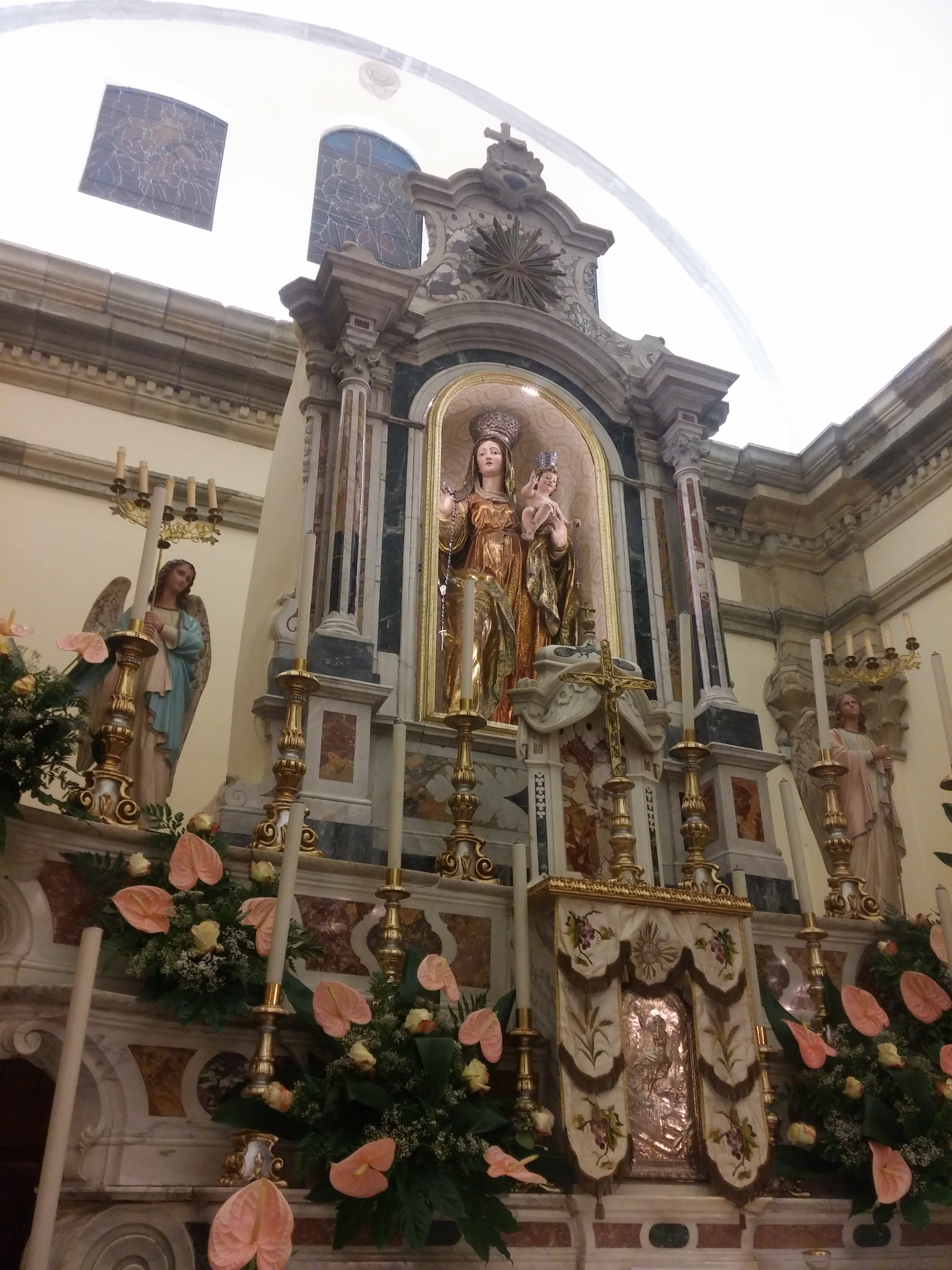

A Siddi (CA) la festa patronale della Vergine delle Grazie si svolge dal 29 giugno con l'inizio del Triduo, sino al 2 Luglio dove si svolge la Santa Messa con panegirico e la solenne processione per le vie del paese con il simulacro trasportato con il giogo dei buoi e con gli abiti tradizionali sardi. Nella sera i festeggiamenti proseguono in piazza con spettacoli, concerti e fuochi artificiali.

### Sonnino
È venerata nella Chiesa di San Michele Arcangelo, santuario mariano per la presenza dell'icona in stile bizantino di scuola romana del XIII secolo. L'icona è posta all'interno di una cornice in stucco dorato del XVII secolo: essa rappresenta la figura della Theotókos come Basilissa che sorregge il figlio benedicente.

### Stefanaconi
La Madonna delle Grazie è venerata anche a Stefanaconi nel vibonese e dagli abitanti del vicino comune di Sant'Onofrio il 2 luglio, la scultura è stata incoronata per la prima volta nel 1989 e nel 2014 in occasione del 25º anno, la chiesetta è situata in località Pajeradi luogo in cui la Madonna apparì secondo la leggenda a un sordomuto guarendolo, chiedendo in cambio la costruzione di un santuario in suo onore a pochi metri dall'apparizione. Nel passato era parrocchia degli stefanaconesi soprattutto per i contadini del posto.

### Teramo
La Festa alla Madonna delle Grazie si celebra a Teramo il 2 luglio e ha il suo culmine nella processione che si snoda per le vie cittadine nelle ore pomeridiane. I festeggiamenti in onore della Madonna incominciano con la Novena e il Triduo. Essa nasce dalla devozione alla Vergine, introdotta intorno alla metà del 1400 dal francescano S. Giacomo della Marca, che aveva ottenuto la pacificazione di alcune famiglie teramane in perenne e sanguinosa lotta tra loro. A seguito di numerosi eventi miracolosi, tra cui lo scampato assedio alla città da parte degli Acquaviva, la Madonna delle Grazie fu proclamata, insieme con S. Berardo, Patrona cittadina.
Il dono fatto ai teramani, nella seconda metà del XV secolo, della preziosa scultura in legno policromo della Madonna con Bambino, accrebbe notevolmente la devozione della cittadinanza.
Tra le pratiche cultuali vi erano le passate, in uso fino a pochi decenni fa, che consentivano di lucrare l'Indulgentia Plenaria. Esse consistevano nell'entrare da una porta della chiesa e uscire da un'altra recitando preghiere.
Da qualche anno ci si prepara alla festa con una novena di preghiera.
Questa festa è senz'altro la più popolare per i cittadini teramani, anche per le manifestazioni collaterali che si svolgono sul piazzale antistante, con stand gastronomici, giostre e gli immancabili fuochi d'artificio.

### Terme Vigliatore

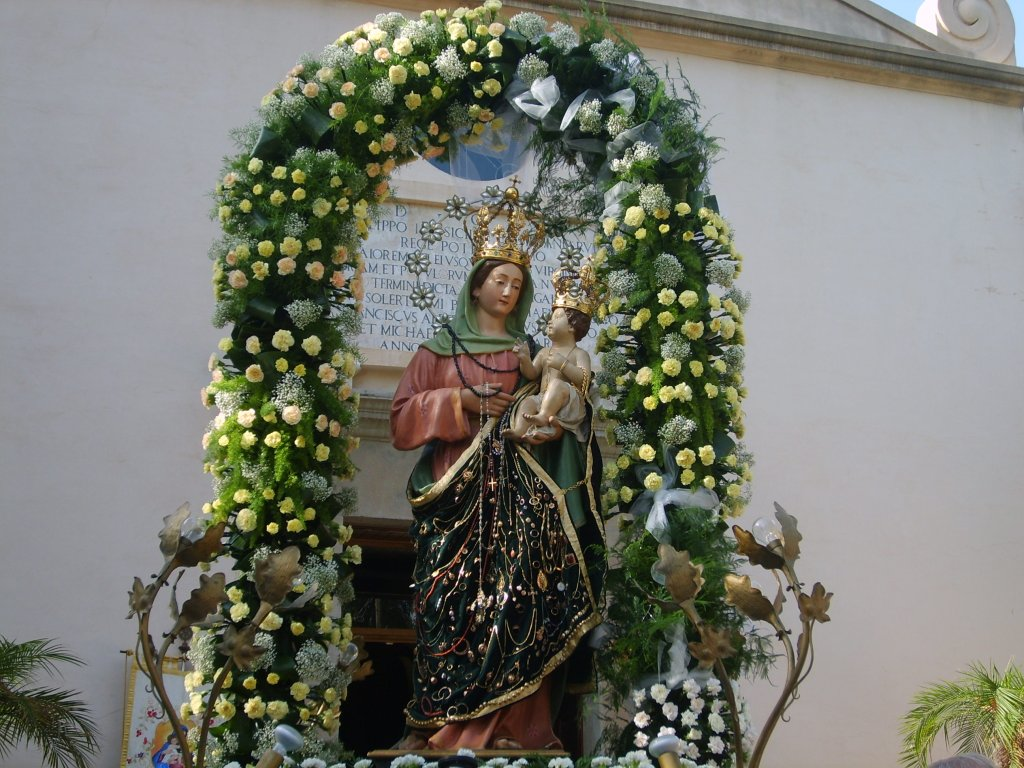
Statua di Santa Maria delle Grazie addobbata per la solenne processione, patrona di Terme Vigliatore, il 15 settembre di ogni anno

A Terme Vigliatore, nella città metropolitana di Messina, la patrona Santa Maria delle Grazie viene festeggiata il 15 settembre di ogni anno con liturgie ecclesiali e con la solenne processione cui partecipano moltissimi fedeli devoti.
La festa patronale ha luogo nell'antica chiesa dei Benedettini e nel parco omonimo. Durante la solenne processione per le vie del paese, la statua raffigurante Santa Maria delle Grazie sosta per qualche minuto davanti alla chiesa a lei dedicata in via del Mare.

### Terre Roveresche
Nel comune di Terre Roveresche in provincia di Pesaro e Urbino la seconda domenica si festeggia la festa della Madonna di Cerbara situata nel Municipio di Piagge nella località omonima, dove sorge la chiesa di Sant'Ubaldo o della Beata Vergine (sussidiaria della parrocchia di Santa Lucia). L'altare minore laterale della chiesa è dedicato alla Madonna delle Grazie, la raffigurazione di quest'ultima viene portata solennemente in processione durante la festa religiosa.

### Toscana
Dal 15 maggio 1947, per volere di papa Pio XII, la Toscana è stata posta sotto la protezione della Madonna delle Grazie del Santuario di Montenero, gestito dall'ordine benedettino di fondazione toscana dei Vallombrosani. 
Ogni anno dal 1947 si svolgono pellegrinaggi da tutte le diocesi toscane, che portano l'olio del Santissimo al Santuario.

### Torre di Ruggiero
Nel comune di Torre di Ruggiero in provincia di Catanzaro si festeggia la Madonna delle Grazie il 6-7-8 settembre nel santuario omonimo che si trova nel cuore delle Serre. La prima chiesetta, voluta dal Conte Ruggero I il Normanno nel 1017, è stata costruita come voto a Maria SS. delle Grazie dal Conte, che andava a combattere in Sicilia e fu donata dallo stesso a Basilio Scamardì, Abate del Monastero dei Basiliani, sempre nel territorio dell’attuale Comune di Torre di Ruggiero, perché i monaci pregassero per lui nei sabati dedicati alla Madonna. Il terremoto del 1783 distrusse l’antica Chiesetta, ma non distrusse la devozione alla B.V. Maria del popolo delle Pre-serre e delle Serre Calabresi.

### Trabia

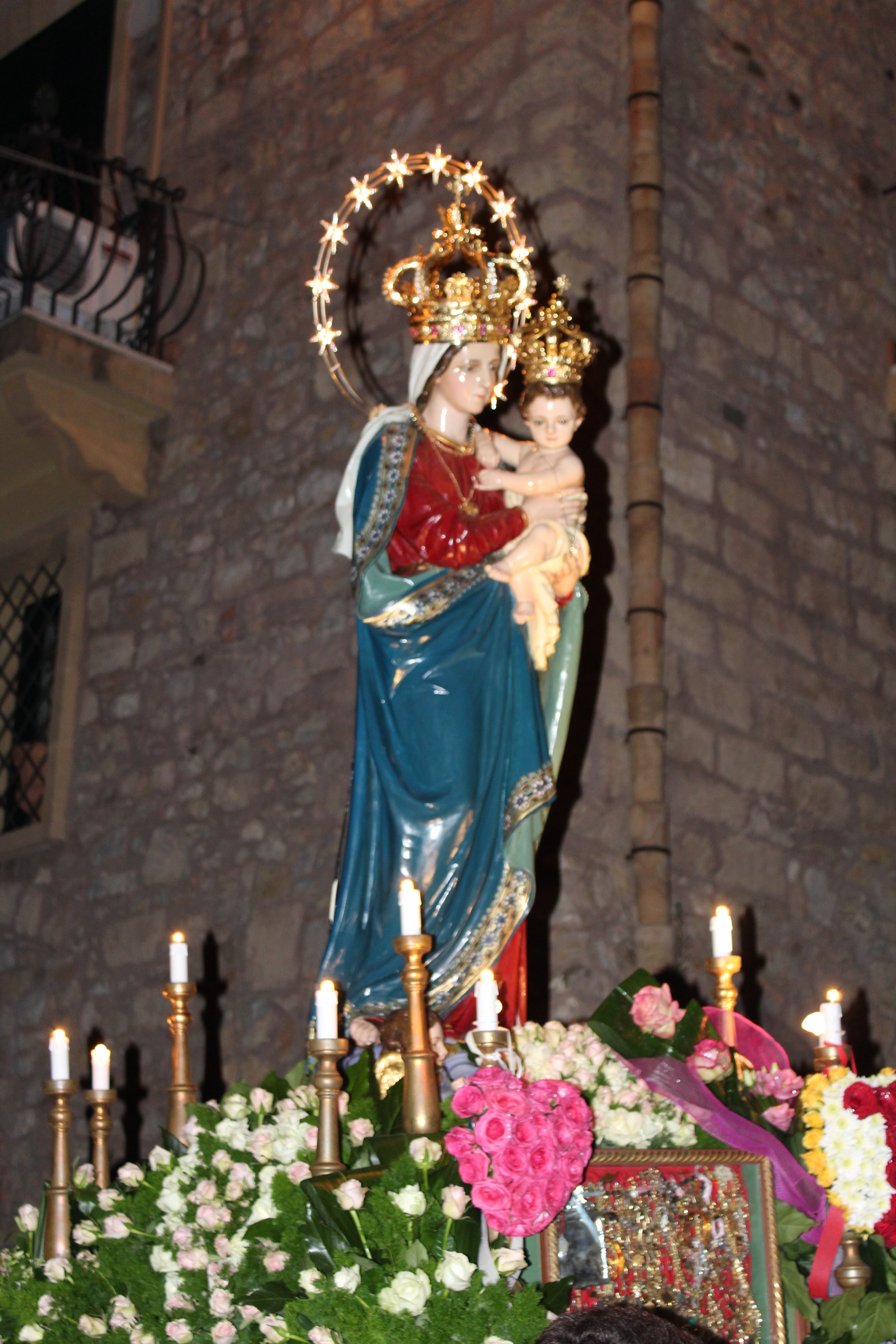
Statua della Madonna delle Grazie di Trabia durante la processione l'8 settembre di ogni anno.

A Trabia, nella città metropolitana di Palermo, ogni anno l'8 settembre si festeggia la Madonna delle Grazie. I festeggiamenti hanno inizio con il triduo, poi seguono i vespri e viene portato a spalla il fercolo della Madonna delle Grazie per le vie principali del paese. Tutte le celebrazioni si svolgono presso la Chiesa di Maria Santissima delle Grazie. La chiesa di Maria SS. Delle Grazie è stata costruita intorno al 1635-45.
La Confraternita di Maria SS. Delle Grazie fu fondata nel 1922.

### Udine
Presso il santuario della Beata Vergine delle Grazie, la domenica dopo il quarto sabato di ottobre si celebra il voto cittadino. In questa data sono stati riuniti diversi voti che la città di Udine fece per scongiurare pestilenze ed epidemie di colera, rivolgendosi all'icona miracolosa della Madonna delle Grazie, custodita nel santuario eretto con l'arrivo dei frati Servi di Maria nel 1479.

### Vena Media di Vibo Valentia
La Festa Patronale di Maria SS. delle Grazie si celebra a Vena Media piccolo paese in Provincia di Vibo Valentia giorno 1 e 2 luglio. Nel giorno della vigilia 1º luglio si svolge la suggestiva SVELAZIONE durante la quale la statua di Maria SS. delle Grazie viene svelata e incoronata, l'evento richiama nel piccolo borgo numerosi fedeli. Il 2 luglio, giorno dei festeggiamenti, la statua della Madonna viene portata in processione per le vie del paese.

### Vitulano
A Vitulano, come da antichissima tradizione, la festa della Madonna delle Grazie viene celebrata nel giorno dell'Ascensione. La domenica precedente la statua della Vergine viene portata in processione dalla chiesa parrocchiale di Santa Croce fino alla chiesetta di montagna dove ha luogo il novenario. La domenica dell'Ascensione la statua ritorna in paese e poi su un carro viene portata in processione per le strade del paese. Secondo la tradizione, nel giorno della festa si mangia il riso con il latte.

## Luoghi dove si festeggia
- Adrano, provincia di Catania: 2 luglio
- Aidone, provincia di Enna: 2 luglio.
- Aiello Calabro, provincia di Cosenza: 1 e 2 luglio.
- Albano di Lucania, provincia di Potenza: 1º-2 luglio.
- Alife, provincia di Caserta, la terza domenica di settembre
- Allumiere: 8 settembre.
- Amalfi, nella chiesetta a lei dedicata sita nel  quartiere Casa Milano e nella cappella a lei dedicata ubicata a Largo Duchi Piccolomi.
- Andrano, provincia di Lecce: 1º sabato di agosto.
- Arena, provincia di Vibo Valentia: 1ª domenica di agosto.
- Artena: 3º sabato di maggio.
- Ascoli Piceno, città e diocesi.
- Avella: 8 settembre.
- Avellino: 1º e 2 luglio.
- Baragazza, frazione del comune di Castiglione dei Pepoli: 16 luglio.
- Baselice: 8 settembre.
- Belpasso, città metropolitana di Catania: 15 agosto.
- Benevento e in tutto il Sannio: 1º-2-3 luglio.
- Bompietro, città metropolitana di Palermo: 25-26 agosto
- Bordonaro, in quanto titolare della parrocchia: 8 settembre.
- Borgo a Mozzano, provincia di Lucca: in aprile.
- Brescia: 8 settembre.
- Bronte, città metropolitana di Catania: 21 novembre.
- Buccheri, provincia di Siracusa: 1ª domenica di settembre.
- Butera, provincia di Caltanissetta: 2 luglio.
- Cagliari:il primo sabato di febbraio nella parrocchia dei SS Giorgio e Caterina di Cagliari con l'Arciconfraternita dei Genovesi [4]
- Calasetta: 2 luglio.
- Calitri: 2 luglio.
- Canale, frazione del comune di Fontanigorda, città metropolitana di Genova.
- Capaci, città metropolitana di Palermo: si venera nella Chiesa Madre un'immagine della Vergine in trono col Bambino tra i SS. Anna e Gioacchino (1709), feste: 2 e 26 luglio e 8 settembre. Protettrice delle partorienti
- Capizzi, la Domenica in Albis
- Capranica, provincia di Viterbo: 2ª domenica di maggio.
- Capranica Prenestina, città metropolitana di Roma Capitale: 1ª domenica di settembre
- Capriglia, frazione del comune di Pellezzano, provincia di Salerno: 2 luglio
- Cariati (CS): 8 Settembre.
- Carpanzano, provincia di Cosenza: il 12 febbraio e ultima domenica di settembre.
- Carruba : 2 Luglio e la domenica seguente
- Casalba, (Macerata Campania) provincia di Caserta: 1, 2, 3 luglio
- Casale di Carinola, provincia di Caserta si venera la Sacra icona su pietra del 1600 il Martedì in Albis e il 7-8-9 agosto.
- Casalvecchio di Puglia, provincia di Foggia, festa patronale: 3ª domenica di maggio.
- Casamarciano, città metropolitana di Napoli venera Maria SS. delle Grazie il 2 luglio.
- Casapulla, provincia di Caserta: 2 luglio
- Casolla di Nocera Inferiore: 22 maggio insieme a Santa Rita
- Caspoli di Mignano Monte Lungo, provincia di Caserta festa patronale principale: 8 settembre.
- Castel San Giorgio, località Aiello, provincia di Salerno, ogni anno il 2 luglio viene ricordata la Madonna delle Grazie con triduo di messe e giochi di paese.
- Casteltermini, provincia di Agrigento: 1ª domenica di settembre con processione, preceduta da una novena all'aperto celebrata davanti alla chiesa "Maria SS. della Grazia".
- Casarea provincia di Napoli:festeggia la Madonna delle Grazie la prima domenica di Luglio con la tradizionale processione.
- Catania : 2 Luglio
- Cerchio: 1ª domenica di settembre
- Cerreto Laziale[5], città metropolitana di Roma: 1ª domenica dopo l'8 settembre, è la festa più importante del paese sia dal punto di vista religioso, con processioni solenni, sia dal punto di vista dello spettacolo e intrattenimento.
- Cerreto Sannita, provincia di Benevento.
- Cetara, la seconda domenica di giugno
- Chiavari
- Chieri, nella città metropolitana di Torino, festa del santo patrono il 12 settembre.
- Cineto Romano, 14 agosto con benedizione dei "mannati".
- Ciregna di Ferriere, prima domenica di agosto.
- Città di Castello, provincia di Perugia, solennità della patrona della città e della Diocesi il 26 agosto; centro della festa è il santuario di Santa Maria delle Grazie in città.
- Civitella Casanova, festa della Santa Patrona insieme con Sant'Emidio protettore contro i terremoti. I festeggiamenti patronali si svolgono con solennità dalla domenica di Pentecoste sino al martedì. Durante la solennità può essere lucrata l'Indulgenza Plenaria.
- Collepasso, provincia di Lecce, festa patronale 7-8-9 settembre.
- Costanzana, provincia di Vercelli: 8 settembre.
- Cuglieri: 7-8-9 settembre. Ai riti religiosi seguono anche i festeggiamenti civili.
- Curinga, provincia di Catanzaro: pellegrinaggio al Santuario della Madonna delle Grazie, sito in località "le Grazie", ove scorre l'omonimo torrente. Incontro delle comunità di tutti i comuni limitrofi, nei giorni 1º e 2 luglio. Anticamente vi si svolgeva un'ampia fiera, oggi notevolmente ridotta.
- Enna: nella Chiesa di S. Leone si festeggia la Madonna delle Grazie con messe e preghiere. La festa è organizzata dalla confraternita di Maria SS. delle Grazie.
- Fabrizia, nella chiesa matrice Maria Ss. delle Grazie: 1 e 2 Luglio
- Foce d'Amelia, nella chiesa della Madonna delle Grazie: 2ª domenica di maggio.
- Formia, nel quartiere di Gianola: 1ª domenica d'agosto.
- Furci Siculo, Chiesa Filiale della M. delle Grazie, festa il 2 luglio.
- Galatone, provincia di Lecce: 8 settembre[6].
- Gallicano nel Lazio, città metropolitana di Roma: Chiesa di Sant'Andrea Apostolo: 1ª domenica di maggio e 10 settembre.
- Gela, Largo Cappuccini: 2 luglio.
- Genzano di Lucania, provincia di Potenza: viene festeggiata la 1° domenica di agosto, con la processione di una effigie di Maria SS. delle Grazie fino al luogo del suo ritrovamento (avvenuta il 25 marzo 1621 in un vallone del paese chiamato Capo D'acqua). Inoltre, viene festeggiata il 2º sabato, domenica e lunedì di agosto con varie processioni della statua della Madonna del Rosario, al posto dell'effigie di Maria SS. delle Grazie.
- Gesualdo, provincia di Avellino, Rione Cappuccini: 1ª domenica di maggio.
- Giampilieri Superiore, città metropolitana di Messina: 1º sabato e domenica successiva dal 2 luglio. La statua della Madonna delle Grazie discende dal vicino Santuario omonimo posto in collina e dimora a Giampilieri, nella Chiesa di San Nicolò di Bari, fino all'ultima domenica di agosto quando fa ritorno al Santuario.
- Gibellina, provincia di Trapani: 30 agosto.
- Gildone, provincia di Campobasso dove viene venerata il 5 luglio.
- Giugliano in Campania, si festeggia nel mese di luglio. In particolare il giorno 2 luglio mentre la solenne processione avviene la domenica successiva a questa data. Sia i festeggiamenti liturgici sia ludici cambiano di data in base al giorno settimanale del 2 luglio.
- Grazie di Curtatone, provincia di Mantova: 15 agosto.
- Grottaglie, provincia di Taranto: solenni festeggiamenti in onore della Vergine delle Grazie il 31 maggio, con la processione della statua.
- Ilbono, prima domenica di luglio. I festeggiamenti iniziano il giovedì e terminano il lunedì.
- Isola delle Femmine, il 2 luglio.
- Ispica, provincia di Ragusa: 1ª domenica di luglio nella parrocchia omonima. Il venerato simulacro di Maria col Figlio risorto viene portato in processione per le vie della città, alle 22 circa, dopo lo spettacolo pirotecnico, rientra in chiesa. La serata prosegue con la "Sagra ra tunnina" e uno spettacolo musicale.
- Itri, il 2 luglio nella chiesa e quartiere Madonna delle Grazie con una solenne processione pomeridiana e Santa Messa, la sera per le vie del quartiere fiera di bancarelle, gruppi musicali e piccolo spettacolo pirotecnico.
- Lacco Ameno, comune dell'Isola d'Ischia. La parrocchia del paese è intitolata alla Madonna delle Grazie: si festeggia con una novena che si conclude il 2 luglio con una solenne processione per le vie del paese.
- Lamezia Terme, provincia di Catanzaro; nella frazione Zangarona e nel rione Timpone, 2 luglio; nell'ex comune di Sambiase, ultima domenica di giugno; 8 settembre nella chiesa Matrice e nella frazione Bella, e nel rione Capizzaglie i primi di ottobre.
- Lanuvio, nella città metropolitana di Roma: il secondo Sabato del mese di Maggio, la Sacra Immagine della Beata Vergine delle Grazie(tenuta in un santuario nella parte bassa del paese), viene portata in processione nella collegiata Santa Maria Maggiore e la terza domenica del mese di maggio viene riportata nel suo Santuario con un'altra processione. La leggenda narra che il quadro è stato ritrovato in un burrone non lontano dalla chiesa e, dopo una ristrutturazione fatta dagli specialisti dei Musei Vaticani, è stato tenuto nella chiesa Collegiata. In quei giorni, un mattino, non fu più trovato nella chiesa ma nella zona dove è stato trovato (1° miracolo). Dopo essere stato riportato nella collegiata, è stato riportato alla sua chiesa con una processione, su un carro trainato da un bue. Giunto davanti al Santuario, l'animale si è come inginocchiato, considerato anche questo un miracolo.
- Laterza, provincia di Taranto: martedì di Pasqua
- Lauro di Sessa Aurunca, frazione del comune di Sessa Aurunca provincia di Caserta: la 2ª domenica di maggio.
- Lavorate di Sarno, provincia di Salerno.
- Lazzaro nel comune di Motta San Giovanni, città metropolitana di Reggio Calabria. Patrona del paese, si festeggia la 1ª domenica di agosto, portando la venerata effigie per le vie del paese, viene allietata al seguito con spettacoli musicali e attività che riuniscono il popolo lazzarese.
- Lentini provincia di Siracusa, si festeggia l'ultima domenica di aprile, presso la Parrocchia Cristo Re.
- Licodia Eubea: 2 luglio all'interno nella Parrocchia di S. Lucia.
- Leini. Nel santuario della Beata Vergine Delle Grazie, il 15 agosto si festeggia l'Assunta con la celebrazione della messa al mattino, all'aperto, e alla sera portando in processione per le vie del paese la grande statua della Vergine. Il Santuario venne costruito nel 1630 dopo che la Madonna apparve al sordomuto Regina guarendolo e facendo terminare l'epidemia di peste nel luogo; il santuario viene chiamato affettuosamente, dagli abitanti, "la Madonnina". All'interno vi è una suggestiva galleria di ex voto con circa 700 pezzi e una piccola esposizione storica di oggetti sacri antichi appartenuti al santuario nel corso dei secoli.
- Lucera: 2 luglio, presso l'omonima parrocchia.
- Luzzogno, Valstrona provincia di Verbania: 8 settembre e ogni tre anni il 1º sabato di settembre.
- Macerata Campania, frazione di Casalba, i festeggiamenti si svolgono 1º-2-3 luglio, con la processione solenne che si svolge il 2 luglio.
- Mangia, frazione del comune di Sesta Godano: 1º lunedì dopo Pentecoste.
- Marconia di Pisticci provincia di Matera: ogni seconda domenica di settembre si festeggia la Madonna Delle Grazie.
- Marigliano città metropolitana di Napoli: 2 luglio, festa della Visitazione di Maria nell'Insigne Chiesa Collegiata.
- Marsala (TP):
  - Torrelunga Puleo, contrada del comune di Marsala, provincia di Trapani, nella parrocchia di Grazia Puleo.
  - Contrada Santa Vanera (Marsala) nella Chiesa Madonna delle Grazie (ex Chiesa di Santa Venera)
- Masullas si festeggia il 2 luglio
- Mazzarrà Sant'Andrea, città metropolitana di Messina, all'interno della chiesa Maria SS. delle Grazie.
- Messina e provincia viene festeggiata l'8 settembre.
- Milazzo, città metropolitana di Messina, nella frazione Santa Maria delle Grazie: si festeggia il 2 luglio.
- Minturno, si festeggia il 1 settembre come festa patronale.
- Mirabella Imbaccari, città metropolitana di Catania: 4ª domenica di agosto.
- Monsoreto, provincia di Vibo Valentia: penultima domenica di luglio.
- Montenero, provincia di Livorno, Toscana: 15 maggio, pellegrinaggio di tutte le diocesi toscane alla "Patrona Etruriae".
- Montefiascone, provincia di Viterbo: 1ª domenica di giugno.
- Montepertuso, frazione di Positano: 2 luglio. Alla sera si rievoca la leggenda del duello tra la Vergine e il diavolo con luci, suoni e fuochi.
- Montevago, provincia di Agrigento: 2 Luglio. I festeggiamenti avvengono nel Santuario della Madonna delle Grazie nel convento dei frati minori conventuali.
- Motta d'Affermo, città metropolitana di Messina: 15 agosto
- Nuoro: 21 novembre.
- Pagani: 16 luglio
- Palagianello, provincia di Taranto: solenni festeggiamenti (festa patronale) in onore della Madonna delle Grazie, patrona della comunità palagianellese, il 31 maggio e nei giorni di Pasqua, Pasquetta e ottava.
- Nemoli, patrona del paese, viene festeggiata solennemente dai nemolesi l'1 e 2 luglio. La festa è preceduta dalla novena, il giorno della festa si celebra la S. Messa e poi la processione per le vie del paese. La festa continua con giostre, bancarelle e musica, il tutto decorato da illuminazioni. La festa si conclude con l'accensione di fuochi pirotecnici.
- Panza, isola d'Ischia, processioni: 2 luglio e 1ª domenica di agosto.
- Pezzo, quartiere di Villa San Giovanni, città metropolitana di Reggio Calabria: 2 luglio.
- Pedara
- Piagge, frazione di Cerbara (comune di Terre Roveresche: si festeggia la seconda domenica di maggio e i tre giorni precedenti, con il tradizionale pellegrinaggio da Piagge a Cerbara
- Piana di Monte Verna, provincia di Caserta: 2 luglio.
- Pianella, prov.di Pescara: 2 luglio processione fino alla Cappella Sabucchi.
- Piano (fraz. Tremestieri Etneo)
- Piscinola, quartiere periferico collinare a nord di Napoli, processione il 2 luglio.
- Pizzoni, provincia di Vibo Valentia: 4ª domenica di luglio.
- Pogerola, frazione di Amalfi, provincia di Salerno, nel Santuario della Madonna delle Grazie: 1º e 2 luglio.
- Poggetello, frazione del comune di Tagliacozzo, provincia dell'Aquila: ultima domenica di maggio.
- Pordenone: 8 settembre.
- Presa, frazione di Piedimonte Etneo. Si festeggia la 2ª domenica di agosto; si svolge la processione del simulacro per le vie del paese.
- Prizzi, città metropolitana di Palermo, venera Maria SS. delle Grazie dal 1º al 15 di agosto con la quindicina; il 5 agosto il simulacro delle Madonna viene portato in processione per le vie del paese.
- Putignano, ci sono due luoghi dove si celebra la festa della Madonna Delle Grazie. Nella chiesa del Convento Grande, a cura della confraternita della Mater Domini, si festeggia la terza domenica di maggio con due processioni: il sabato sera viene portato il carro illuminato della Madonna portata a spalla dai confratelli e la domenica la processione di gala per le vie principali del paese. Anticamente c'era una terza processione, oggi si celebra solo una messa, l'8 settembre giorno della fondazione della confraternita. Il secondo luogo, molto caro ai putignanesi, è una grotta dedicata alla Madonna delle Grazie che si trova all'interno di un'antica masseria situata tra Putignano e Gioia del colle la cui festa si celebra la quarta domenica di maggio. Già dal sabato, alle 5 del mattino, i putignanesi vanno in pellegrinaggio dalla città verso la grotta, a cui segue la santa messa. La domenica mattina dopo la prima messa, il sacerdote porta in processione il Santissimo Sacramento mentre a mezzogiorno viene portata per i boschi l'immagine della Madonna. I putignanesi si rivolgono alla Madonna delle Grazie per chiedere la grazia dell'abbondanza dei frutti della terra e le mamme in attesa si rivolgono a Lei per la protezione verso i nuovi nascituri.
- Racconigi, provincia di Cuneo: 26 agosto festa votiva.
- Raito di Vietri sul Mare provincia di Salerno: 2 luglio e la domenica successiva.
- Roccavivi provincia dell'Aquila: 1ª domenica di luglio e il 13 e 14 agosto durante le feste patronali.
- Roccella Ionica, città metropolitana di Reggio Calabria: 1ª domenica di luglio.
- Roiate, nella città metropolitana di Roma: 2ª domenica di maggio.
- San Calogero (provincia di Vibo Valentia): 1º e 2 luglio in località Casalello
- San Giovanni di Gerace, città metropolitana di Reggio Calabria: festeggiamenti 3ª domenica di settembre.
- San Giovanni Rotondo, provincia di Foggia: 9 settembre.
- San Fratello, provincia di Messina: 8 settembre.
- San Marco in Lamis, provincia di Foggia: 31 maggio. La festa coincide con la solennità della Visitazione della Vergine Maria. Dal 22 al 30 maggio presso la parrocchia della Madonna delle Grazie si svolge la novena alla Vergine con coroncina, solenni vespri e santa messa. Il 31, al mattino vi è la celebrazione delle messe a cui partecipano le mamme incinte per invocare la benedizione di Maria. A sera dopo la solenne messa vespertina, una partecipata processione si snoda lungo le vie della città.
- San Marzano di San Giuseppe: 1-2 luglio. Processione-pellegrinaggio che parte alle 5:00 di mattina dalla Chiesa Madre San Carlo Borromeo per mettersi in cammino per arrivare al Santuario Madonna delle Grazie cultura di Arte Bizantina che risale dal VIII d.C. con quattro affreschi frammentati.
- San Mauro La Bruca, provincia di Salerno: 2 luglio.
- San Nicola Arcella, provincia di Cosenza: si festeggia il 2 luglio con novena e processione.
- San Pietro in Amantea, provincia di Cosenza: dal 25 giugno al 2 luglio presso la parrocchia Madonna delle Grazie si svolge la novena alla Vergine con la santa messa e i solenni vespri al mattino del 2 luglio accoglienza degli emigranti con solenne processione al pomeriggio per le vie del paese.
- San Salvo, provincia di Chieti: festeggiamenti l'ultima domenica di maggio.
- San Severo, in Puglia: sin dal XVII secolo, la Vergine delle Grazie era al centro di straordinari festeggiamenti, caratterizzati da processioni, corse di cavalli e varie gare i cui vincitori ricevevano in premio ricchi tesori offerti dalle nobildonne della città. Tra il XVIII e il XIX secolo la festa fu spostata dal 2 luglio alla 2ª domenica di settembre, e negli anni 2000 fu ulteriormente spostata al 31 maggio.
- Sanarica, provincia di Lecce.
- Sanluri, provincia del Sud Sardegna: 31 maggio. Per la festa, tutta la Città collabora per i festeggiamenti solo religiosi perché, per segni della Santissima Madonna delle Grazie, Ella fece capire che non vuole festeggiamenti civili. Infatti negli anni in cui avvenivano festeggiamenti civili, avvennero tempeste, grandinate e cose varie in piena primavera nel cuore della Sardegna e, durante una messa del 31 maggio, una signora morì per un fulmine. Con tutti questi segni sino a oggi si festeggia solo con la processione e la messa solenne. Grande processione in cui sfilano le tre grandi confraternite della città e momento in cui si può pregare alla statua, portata a spalla dalla confraternita principale e incoronata da una corona ricoperta da pietre preziose e d'argento.
- Sannicola, provincia di Lecce: si festeggia il 7-8-9 settembre.
- Sant'Ambrogio di Torino, Cappella Madonna delle Grazie (1720): 1ª domenica di settembre.
- Sant'Egidio del Monte Albino: 2ª domenica di luglio insieme con il Santo Patrono della città San Nicola.
- Sant'Eustachio, Frazione Mercato San Severino, Venerata nella chiesa di Sant'Eustachio e Felice. Ricorrenza il 2 luglio.
- Santomenna: Santa Maria delle Grazie si festeggia il 2 luglio.
- Sassari, intero mese di maggio e giorno 9 del medesimo mese (ricorrenza liturgica ufficiale coincidente con il giorno di incoronazione da parte del Capitolo Vaticano); Festa del voto l'ultima domenica del mese di maggio (a ricordo della sua intercessione per salvare la città dai bombardamenti nella seconda guerra mondiale); 1°, 31 maggio e 8 settembre (solennizzata dal Gremio dei Massai).
- Sassano provincia di Salerno: 5 agosto.
- Sava, frazione del comune di Baronissi, provincia di Salerno: 2ª domenica di luglio.
- Scai-Varoni (Amatrice), provincia di Rieti, la festa viene celebrata il 2 luglio nel Santuario della Madonna delle Grazie (Varoni).
- Serracapriola, Paese in provincia di Foggia a nord del Tavoliere delle Puglie; la festa viene celebrata il 2 luglio nel Convento dei Frati Cappuccini intitolato a Maria SS. delle Grazie e Padre Pio Giovane.
- Sibari, provincia di Cosenza: 2ª domenica di luglio
- Siddi, Provincia del Sud Sardegna, patrona del piccolo centro della Marmilla, viene festeggiata con rito religioso il 31 Maggio e il 2 Luglio vengono svolti i festeggiamenti religiosi e civili per 4 giorni consecutivi.
- Simbario, paese montano nell'entroterra della provincia di Vibo Valentia: 3ª domenica di luglio festa votiva.
- Siniscola, provincia di Nuoro. La Festa delle Grazie ricorre la 2ª settimana di ottobre e dura 4 giorni consecutivi, dal venerdì al lunedì.
- Sonnino, provincia di Latina. Processione ogni 7 anni, Incoronazione dell'Icona ogni 25 anni.[3]
- Stefanaconi: 2 luglio.
- Teramo e provincia, si celebra il 2 luglio e ha il suo culmine nella processione che si snoda per le vie cittadine nelle ore pomeridiane.
- Terme Vigliatore, città metropolitana di Messina, si festeggia il 15 settembre, giorno preceduto dalla storica fiera di "Termini" il 13 settembre. Nella frazione di Vigliatore si festeggia nel mese di luglio.
- Terrasini, città metropolitana di Palermo.
- Terre Roveresche, municipio di Piagge in località Cerbara: la seconda domenica del mese di maggio.
- Torre di Ruggiero, paese montano nell'entroterra della provincia di Catanzaro: 6-7-8 settembre.
- Trabia, nella città metropolitana di Palermo, si festeggia l'8 settembre di ogni anno presso la Chiesa di Maria Santissima delle Grazie.
- Tresilico, frazione del comune di Oppido Mamertina, città metropolitana di Reggio Calabria: 2 luglio.
- Tutino, frazione del Comune di Tricase, (Provincia di Lecce): festa patronale della Madonna delle Grazie nella Domenica in Albis, con solenni riti religiosi, fiera, sagra e luminarie per le stradine del borgo antico.
- Vacri, provincia di Chieti, nella parrocchia di S. Biagio V. M. : la seconda domenica di maggio.
- Vallo della Lucania, provincia di Salerno nella parrocchia di SS Maria delle Grazie: 2 luglio.
- Vastogirardi, provincia di Isernia: il 2 luglio festa patronale nella parrocchia di SS Maria delle Grazie.
- Velletri, nella città metropolitana di Roma: la Madonna delle Grazie è patrona della sede suburbicaria di Velletri-Segni. La si festeggia la 1ª domenica di maggio e il 26 agosto.[7]
- Ventimiglia di Sicilia, città metropolitana di Palermo], si festeggia il 15 agosto.
- Vena Media frazione di Vibo Valentia: 2 luglio.
- Venafro, festa il 1º e il 2 luglio nella chiesetta dedicata alla Vergine con novena, sante messe e processione serale (festa di parrocchia).
- Verbicaro provincia di Cosenza si festeggia il 2 luglio.
- Vico Equense, venerata il 2 luglio in varie parrocchie del comune: Seiano (nota come Santa Maria Vecchia), Montechiaro, Patierno, San Salvatore, Ticciano e Vico centro (chiesa di Puntamare).
- Villa Santa Lucia, provincia di Frosinone.
- Visciano di Calvi Risorta, provincia di Caserta: 7-8-9 settembre.
- Zagarolo, città metropolitana di Roma, Santuario di Santa Maria delle Grazie: 15 agosto.